# Biatlon-világbajnokságok érmeseinek listája

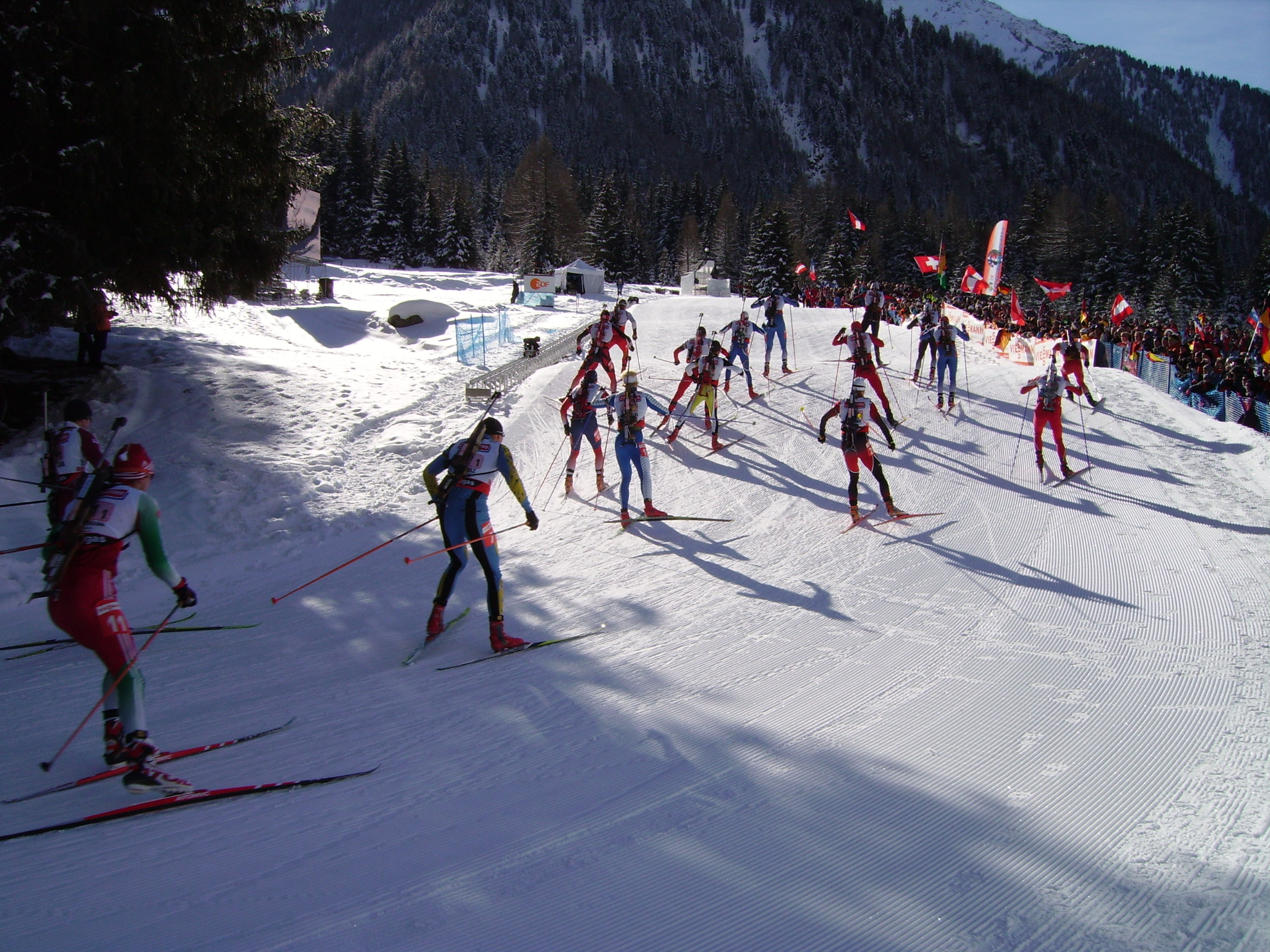
Biatlon-világbajnokság, 2007

A biatlon-világbajnokságokat 1958 óta tartják meg a férfiak, 1984 óta a nők részére. A vb-ket a biatlon nemzetközi szervezete, az  International Biathlon Union (IBU) szervezésében rendezik.

## Férfiak

### 10 km-es sprintverseny

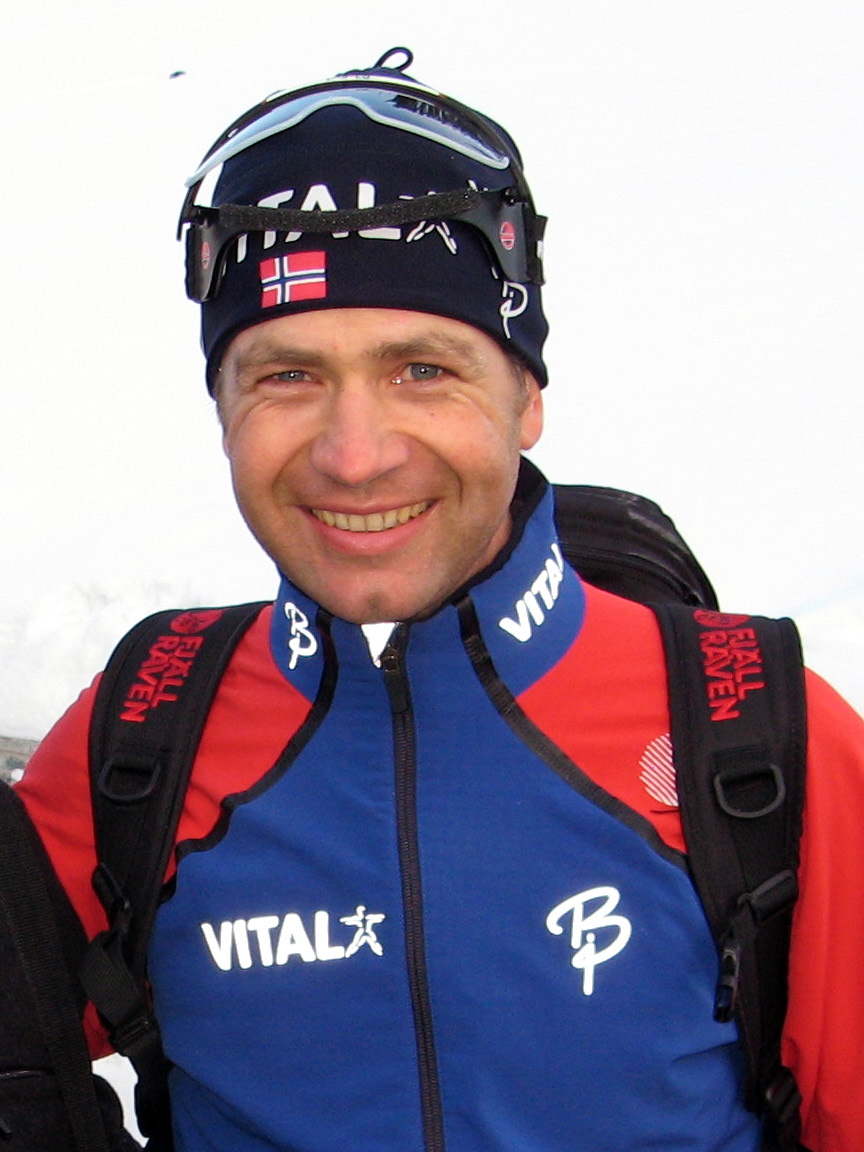
Ole Einar Bjørndalen

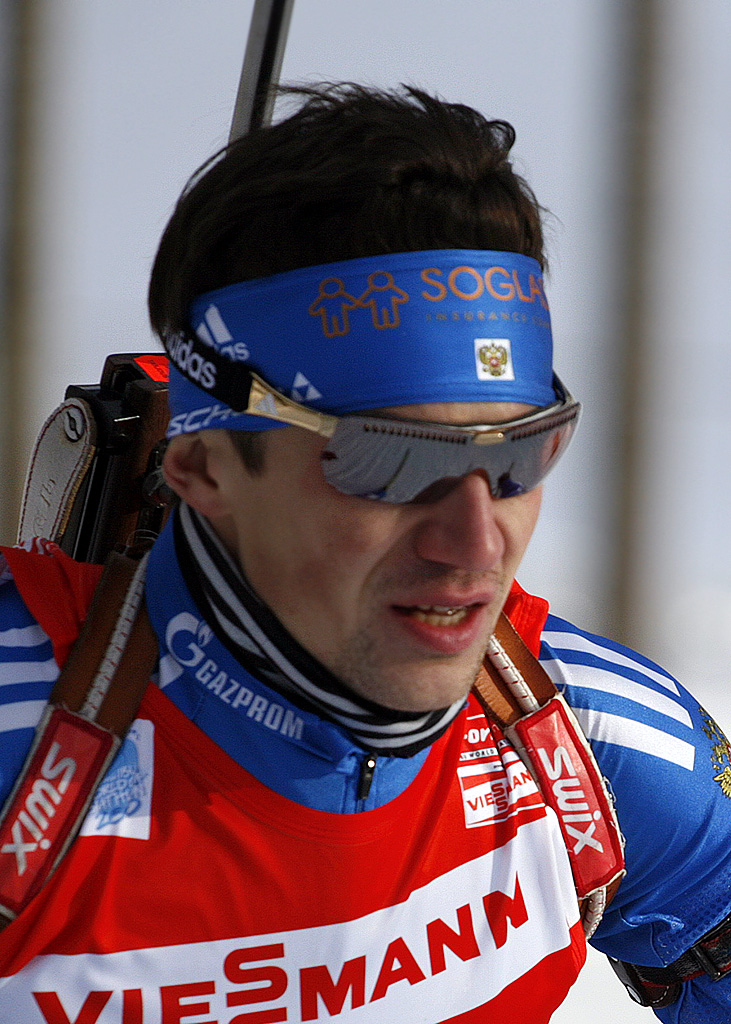
Makszim Csudov

- 1990-ben a versenyt – a szokatlan meleg miatt – Oslóban rendezték meg.

| Év, helyszín               | Világbajnok           | Világbajnok   | Ezüstérmes             | Ezüstérmes    | Bronzérmes             | Bronzérmes       |
| -------------------------- | --------------------- | ------------- | ---------------------- | ------------- | ---------------------- | ---------------- |
| 1974 Minszk                | Juhani Suutarinen     | Finnország    | Günther Bartnick       | NDK           | Torsten Wadman         | Svédország       |
| 1975 Antholz               | Nyikolaj Kruglov      | Szovjetunió   | Alekszandr Jelizarov   | Szovjetunió   | Klaus Siebert          | NDK              |
| 1976 Antholz               | Alekszandr Tyihonov   | Szovjetunió   | Alekszandr Jelizarov   | Szovjetunió   | Nyikolaj Kruglov       | Szovjetunió      |
| 1977 Lillehammer           | Alekszandr Tyihonov   | Szovjetunió   | Nyikolaj Kruglov       | Szovjetunió   | Alekszandr Usakov      | Szovjetunió      |
| 1978 Hochfilzen            | Frank Ullrich         | NDK           | Eberhard Rösch         | NDK           | Klaus Siebert          | NDK              |
| 1979 Ruhpolding            | Frank Ullrich         | NDK           | Odd Lirhus             | Norvégia      | Luigi Weiss            | Olaszország      |
| 1981 Lahti                 | Frank Ullrich         | NDK           | Erkki Antila           | Finnország    | Yvon Mougel            | Franciaország    |
| 1982 Minszk                | Eirik Kvalfoss        | Norvégia      | Frank Ullrich          | NDK           | Vlagyimir Alikin       | Szovjetunió      |
| 1983 Antholz               | Eirik Kvalfoss        | Norvégia      | Peter Angerer          | NSZK          | Alfred Eder            | Ausztria         |
| 1985 Ruhpolding            | Frank-Peter Roetsch   | NDK           | Eirik Kvalfoss         | Norvégia      | Johann Passler         | Olaszország      |
| 1986 Oslo                  | Valerij Medvedcev     | Szovjetunió   | Franz Schuler          | Ausztria      | André Sehmisch         | NDK              |
| 1987 Lake Placid           | Frank-Peter Roetsch   | NDK           | Matthias Jacob         | NDK           | André Sehmisch         | NDK              |
| 1989 Feistritz an der Drau | Frank Luck            | NDK           | Eirik Kvalfoss         | Norvégia      | Jurij Kaskarov         | Szovjetunió      |
| 1990 Oslo                  | Mark Kirchner         | NDK           | Eirik Kvalfoss         | Norvégia      | Szergej Csepikov       | Szovjetunió      |
| 1991 Lahti                 | Mark Kirchner         | Németország   | Frank Luck             | Németország   | Eirik Kvalfoss         | Norvégia         |
| 1993 Borovec               | Mark Kirchner         | Németország   | Jon Åge Tyldum         | Norvégia      | Szergej Taraszov       | Oroszország      |
| 1995 Antholz-Anterselva    | Patrice Bailly-Salins | Franciaország | Pavel Muszlimov        | Oroszország   | Ricco Groß             | Németország      |
| 1996 Ruhpolding            | Vlagyimir Dracsov     | Oroszország   | Viktor Majgurov        | Oroszország   | René Cattarinussi      | Olaszország      |
| 1997 Breznóbánya           | Wilfried Pallhuber    | Olaszország   | René Cattarinussi      | Olaszország   | Aleh Rizsankov         | Fehéroroszország |
| 1999 Kontiolahti           | Frank Luck            | Németország   | Patrick Favre          | Olaszország   | Frode Andresen         | Norvégia         |
| 2000 Oslo                  | Frode Andresen        | Norvégia      | Pavel Rosztovcev       | Oroszország   | René Cattarinussi      | Olaszország      |
| 2001 Pokljuka              | Pavel Rosztovcev      | Oroszország   | René Cattarinussi      | Olaszország   | Halvard Hanevold       | Norvégia         |
| 2003 Hanti-Manszijszk      | Ole Einar Bjørndalen  | Norvégia      | Ricco Groß             | Németország   | Zdenek Vitek           | Csehország       |
| 2004 Oberhof               | Raphaël Poirée        | Franciaország | Ricco Groß             | Németország   | Ole Einar Bjørndalen   | Norvégia         |
| 2005 Hochfilzen            | Ole Einar Bjørndalen  | Norvégia      | Sven Fischer           | Németország   | Ilmārs Bricis          | Lettország       |
| 2007 Antholz-Anterselva    | Ole Einar Bjørndalen  | Norvégia      | Michal Šlesingr        | Csehország    | Andrij Derizemlja      | Ukrajna          |
| 2008 Östersund             | Makszim Csudov        | Oroszország   | Halvard Hanevold       | Norvégia      | Ole Einar Bjørndalen   | Norvégia         |
| 2009 Phjongcshang          | Ole Einar Bjørndalen  | Norvégia      | Lars Berger            | Norvégia      | Halvard Hanevold       | Norvégia         |
| 2011 Hanti-Manszijszk      | Arnd Peiffer          | Németország   | Martin Fourcade        | Franciaország | Tarjei Bø              | Norvégia         |
| 2012 Ruhpolding            | Martin Fourcade       | Franciaország | Emil Hegle Svendsen    | Norvégia      | Carl Johan Bergman     | Svédország       |
| 2013 Nové Město            | Emil Hegle Svendsen   | Norvégia      | Martin Fourcade        | Franciaország | Jakov Fak              | Szlovénia        |
| 2015 Kontiolahti           | Johannes Thingnes Bø  | Norvégia      | Nathan Smith           | Kanada        | Tarjei Bø              | Norvégia         |
| 2016 Oslo                  | Martin Fourcade       | Franciaország | Ole Einar Bjørndalen   | Norvégia      | Szerhij Szemenov       | Ukrajna          |
| 2017 Hochfilzen            | Benedikt Doll         | Németország   | Johannes Thingnes Bø   | Norvégia      | Martin Fourcade        | Franciaország    |
| 2019 Östersund             | Johannes Thingnes Bø  | Norvégia      | Alekszandr Loginov     | Oroszország   | Quentin Fillon Maillet | Franciaország    |
| 2020 Antholz               | Alekszandr Loginov    | Oroszország   | Quentin Fillon Maillet | Franciaország | Martin Fourcade        | Franciaország    |
| 2021 Pokljuka              | Martin Ponsiluoma     | Svédország    | Simon Desthieux        | Franciaország | Émilien Jacquelin      | Franciaország    |

### 12,5 km-es üldöző verseny

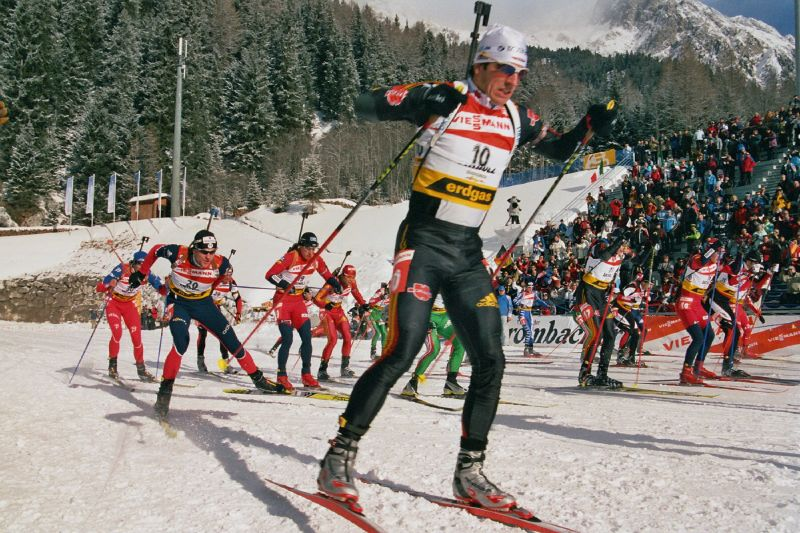
Ricco Groß

| Év, helyszín            | Világbajnok          | Világbajnok   | Ezüstérmes           | Ezüstérmes    | Bronzérmes           | Bronzérmes    |
| ----------------------- | -------------------- | ------------- | -------------------- | ------------- | -------------------- | ------------- |
| 1997 Breznóbánya        | Viktor Majgurov      | Oroszország   | Szergej Taraszov     | Oroszország   | Ole Einar Bjørndalen | Norvégia      |
| 1998 Pokljuka           | Vlagyimir Dracsov    | Oroszország   | Ole Einar Bjørndalen | Norvégia      | Raphaël Poirée       | Franciaország |
| 1999 Kontiolahti        | Ricco Groß           | Németország   | Frank Luck           | Németország   | Sven Fischer         | Németország   |
| 2000 Oslo               | Frank Luck           | Németország   | Pavel Rosztovcev     | Oroszország   | Raphaël Poirée       | Franciaország |
| 2001 Pokljuka           | Pavel Rosztovcev     | Oroszország   | Raphaël Poirée       | Franciaország | Sven Fischer         | Németország   |
| 2003 Hanti-Manszijszk   | Ricco Groß           | Németország   | Halvard Hanevold     | Norvégia      | Paavo Puurunen       | Finnország    |
| 2004 Oberhof            | Ricco Groß           | Németország   | Raphaël Poirée       | Franciaország | Ole Einar Bjørndalen | Norvégia      |
| 2005 Hochfilzen         | Ole Einar Bjørndalen | Norvégia      | Szergej Csepikov     | Oroszország   | Sven Fischer         | Németország   |
| 2007 Antholz-Anterselva | Ole Einar Bjørndalen | Norvégia      | Makszim Csudov       | Oroszország   | Vincent Defrasne     | Franciaország |
| 2008 Östersund          | Ole Einar Bjørndalen | Norvégia      | Makszim Csudov       | Oroszország   | Alexander Wolf       | Németország   |
| 2009 Phjongcshang       | Ole Einar Bjørndalen | Norvégia      | Makszim Csudov       | Oroszország   | Alexander Os         | Norvégia      |
| 2011 Hanti-Manszijszk   | Martin Fourcade      | Franciaország | Emil Hegle Svendsen  | Norvégia      | Tarjei Bø            | Norvégia      |
| 2012 Ruhpolding         | Martin Fourcade      | Franciaország | Carl Johan Bergman   | Svédország    | Anton Sipulin        | Oroszország   |
| 2013 Nové Město         | Emil Hegle Svendsen  | Norvégia      | Martin Fourcade      | Franciaország | Anton Sipulin        | Oroszország   |
| 2015 Kontiolahti        | Erik Lesser          | Németország   | Anton Sipulin        | Oroszország   | Tarjei Bø            | Norvégia      |
| 2016 Oslo               | Martin Fourcade      | Franciaország | Ole Einar Bjørndalen | Norvégia      | Emil Hegle Svendsen  | Norvégia      |
| 2017 Hochfilzen         | Martin Fourcade      | Franciaország | Johannes Thingnes Bø | Norvégia      | Ole Einar Bjørndalen | Norvégia      |
| 2019 Östersund          | Dmitro Pidrucsnij    | Ukrajna       | Johannes Thingnes Bø | Norvégia      | Ole Einar Bjørndalen | Norvégia      |
| 2020 Antholz            | Émilien Jacquelin    | Franciaország | Johannes Thingnes Bø | Norvégia      | Alekszandr Loginov   | Oroszország   |
| 2021 Pokljuka           | Émilien Jacquelin    | Franciaország | Sebastian Samuelsson | Svédország    | Johannes Thingnes Bø | Norvégia      |

### 15 km-es tömegrajtos verseny

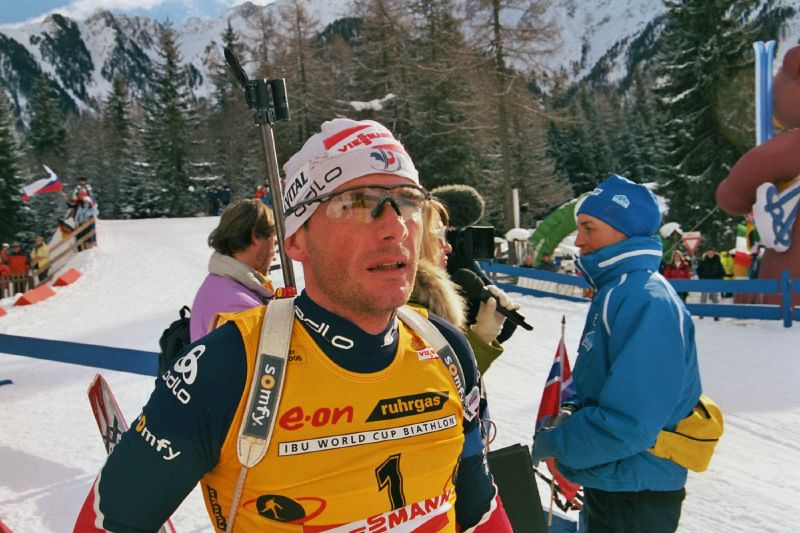
Raphaël Poirée

| Év, helyszín            | Világbajnok          | Világbajnok   | Ezüstérmes             | Ezüstérmes    | Bronzérmes           | Bronzérmes    |
| ----------------------- | -------------------- | ------------- | ---------------------- | ------------- | -------------------- | ------------- |
| 1999 Kontiolahti        | Sven Fischer         | Németország   | Ricco Groß             | Németország   | Ole Einar Bjørndalen | Norvégia      |
| 2000 Oslo               | Raphaël Poirée       | Franciaország | Pavel Rosztovcev       | Oroszország   | Ole Einar Bjørndalen | Norvégia      |
| 2001 Pokljuka           | Raphaël Poirée       | Franciaország | Ole Einar Bjørndalen   | Norvégia      | Sven Fischer         | Németország   |
| 2002 Oslo               | Raphaël Poirée       | Franciaország | Sven Fischer           | Németország   | Frode Andresen       | Norvégia      |
| 2003 Hanti-Manszijszk   | Ole Einar Bjørndalen | Norvégia      | Sven Fischer           | Németország   | Raphaël Poirée       | Franciaország |
| 2004 Oberhof            | Raphaël Poirée       | Franciaország | Lars Berger            | Norvégia      | Szergej Konovalov    | Oroszország   |
| 2005 Hochfilzen         | Ole Einar Bjørndalen | Norvégia      | Sven Fischer           | Németország   | Raphaël Poirée       | Franciaország |
| 2007 Antholz-Anterselva | Michael Greis        | Németország   | Andreas Birnbacher     | Németország   | Raphaël Poirée       | Franciaország |
| 2008 Östersund          | Emil Hegle Svendsen  | Norvégia      | Ole Einar Bjørndalen   | Norvégia      | Makszim Csudov       | Oroszország   |
| 2009 Phjongcshang       | Dominik Landertinger | Ausztria      | Christoph Sumann       | Ausztria      | Ivan Cserezov        | Oroszország   |
| 2011 Hanti-Manszijszk   | Emil Hegle Svendsen  | Norvégia      | Jevgenyij Usztyugov    | Oroszország   | Lukas Hofer          | Olaszország   |
| 2012 Ruhpolding         | Martin Fourcade      | Franciaország | Björn Ferry            | Svédország    | Fredrik Lindström    | Svédország    |
| 2013 Nové Město         | Tarjei Bø            | Norvégia      | Anton Sipulin          | Oroszország   | Emil Hegle Svendsen  | Norvégia      |
| 2015 Kontiolahti        | Jakov Fak            | Szlovénia     | Ondřej Moravec         | Csehország    | Tarjei Bø            | Norvégia      |
| 2016 Oslo               | Johannes Thingnes Bø | Norvégia      | Martin Fourcade        | Franciaország | Ole Einar Bjørndalen | Norvégia      |
| 2017 Hochfilzen         | Simon Schempp        | Németország   | Johannes Thingnes Bø   | Norvégia      | Simon Eder           | Ausztria      |
| 2019 Östersund          | Dominik Windisch     | Olaszország   | Antonin Guigonnat      | Franciaország | Julian Eberhard      | Ausztria      |
| 2020 Antholz            | Johannes Thingnes Bø | Norvégia      | Quentin Fillon Maillet | Franciaország | Émilien Jacquelin    | Franciaország |
| 2021 Pokljuka           |                      |               |                        |               |                      |               |

### 20 km-es egyéni verseny

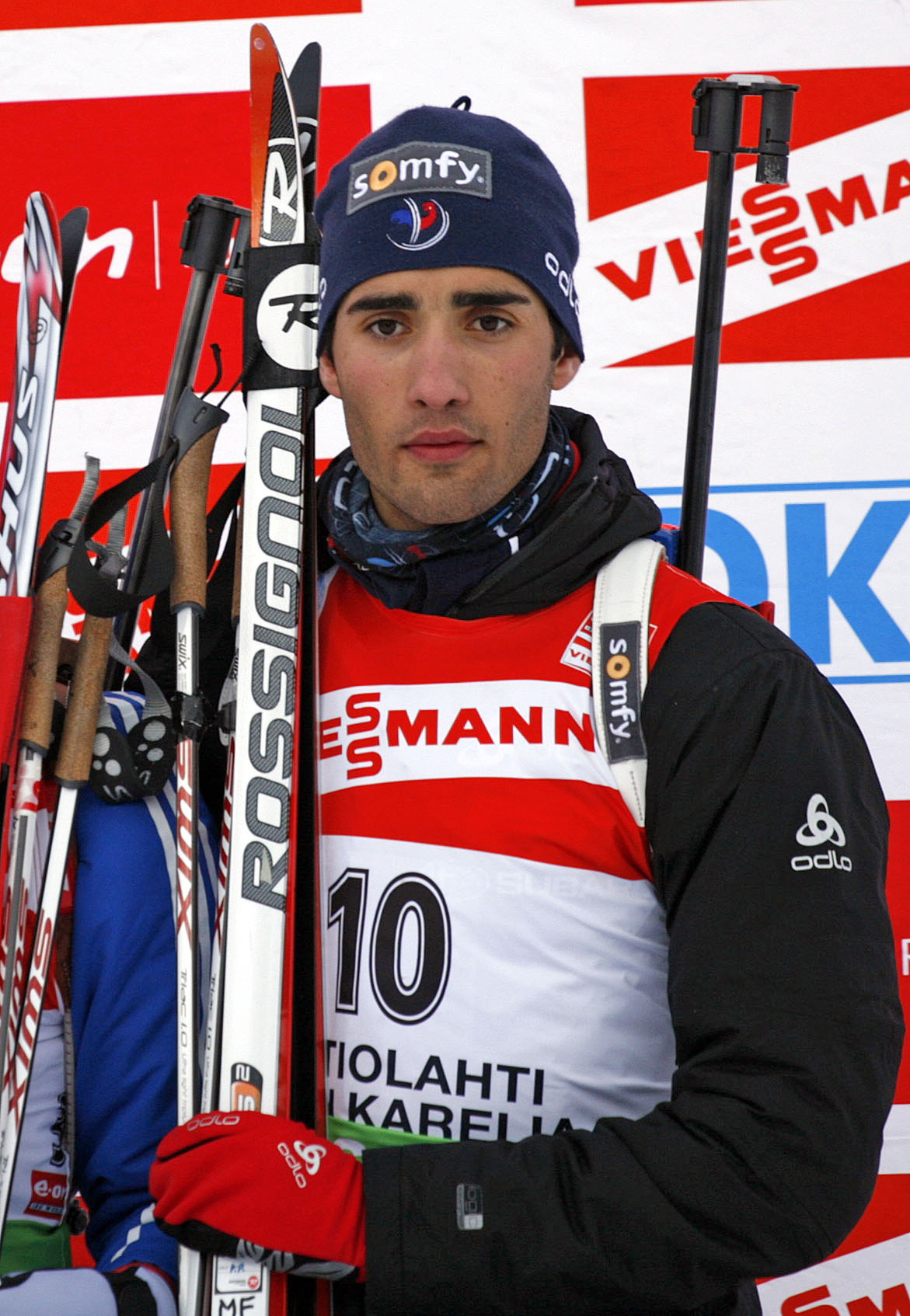
Martin Fourcade

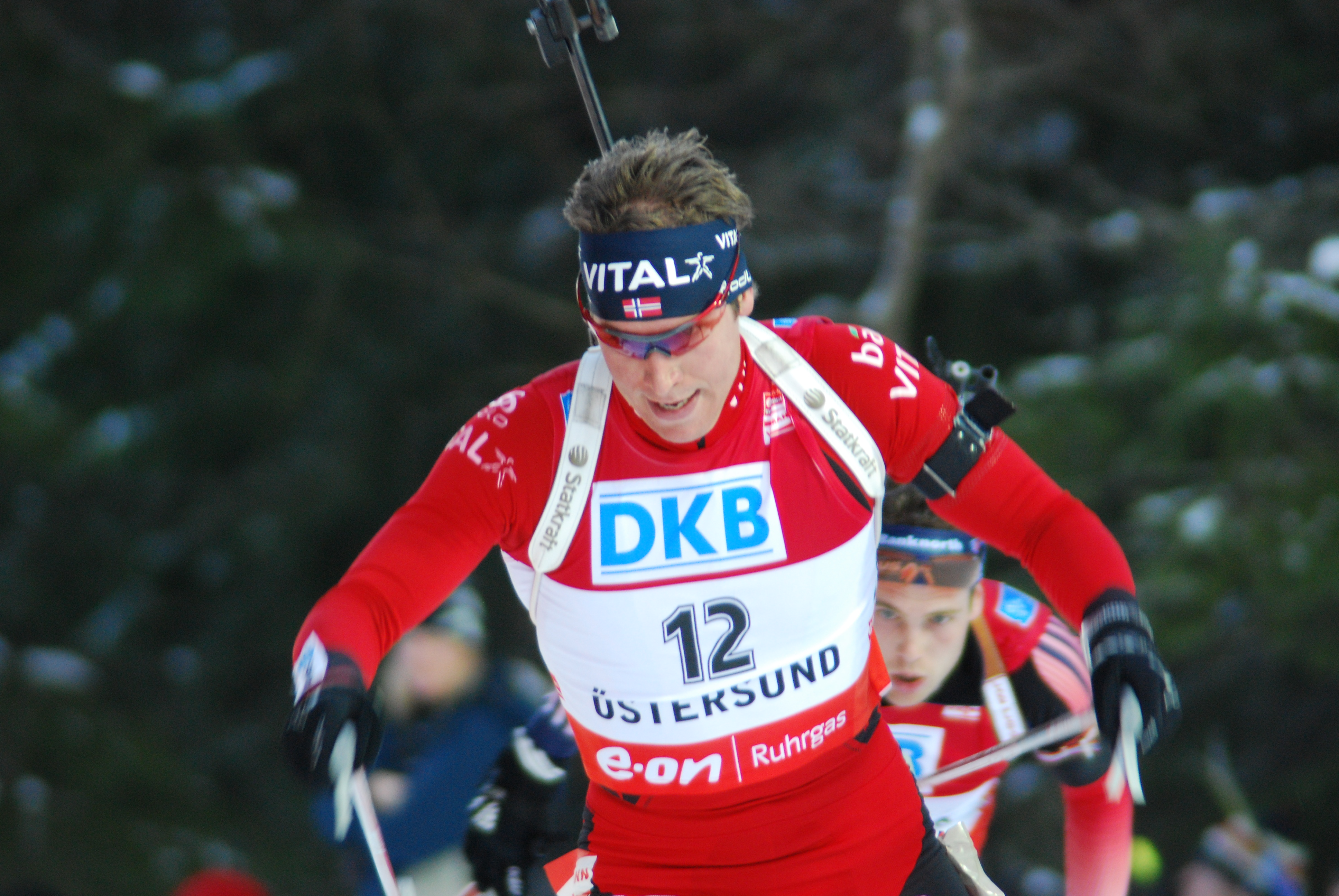
Emil Hegle Svendsen

| Év, helyszín                | Világbajnok          | Világbajnok   | Ezüstérmes              | Ezüstérmes       | Bronzérmes           | Bronzérmes       |
| --------------------------- | -------------------- | ------------- | ----------------------- | ---------------- | -------------------- | ---------------- |
| 1958 Saalfelden             | Adolf Wiklund        | Svédország    | Olle Gunneriusson       | Svédország       | Viktor Butakov       | Szovjetunió      |
| 1959 Courmayeur             | Vlagyimir Melanyin   | Szovjetunió   | Dmitrij Szokolov        | Szovjetunió      | Sven Agge            | Svédország       |
| 1961 Umeå                   | Kalevi Huuskonen     | Finnország    | Alekszandr Privalov     | Szovjetunió      | Paavo Repo           | Finnország       |
| 1962 Hämeenlinna            | Vlagyimir Melanyin   | Szovjetunió   | Antti Tyrväinen         | Finnország       | Valentyin Psenyicin  | Szovjetunió      |
| 1963 Seefeld                | Vlagyimir Melanyin   | Szovjetunió   | Antti Tyrväinen         | Finnország       | Hannu Posti          | Finnország       |
| 1965 Norvégia               | Olav Jordet          | Norvégia      | Nyikolaj Puzanov        | Szovjetunió      | Antti Tyrväinen      | Finnország       |
| 1966 Garmisch-Partenkirchen | Jon Istad            | Norvégia      | Jozef Sobczak-Gasienica | Lengyelország    | Vlagyimir Gundarcev  | Szovjetunió      |
| 1967 Altenberg              | Viktor Mamatov       | Szovjetunió   | Stanisław Szczepaniak   | Lengyelország    | Jon Istad            | Norvégia         |
| 1969 Zakopane               | Alekszandr Tyihonov  | Szovjetunió   | Rinnat Szafin           | Szovjetunió      | Magnar Solberg       | Norvégia         |
| 1970 Östersund              | Alekszandr Tyihonov  | Szovjetunió   | Tor Svendsberget        | Norvégia         | Viktor Mamatov       | Szovjetunió      |
| 1971 Hämeenlinna            | Dieter Speer         | NDK           | Alekszandr Tyihonov     | Szovjetunió      | Magnar Solberg       | Norvégia         |
| 1973 Lake Placid            | Alekszandr Tyihonov  | Szovjetunió   | Gennagyij Kovaljov      | Szovjetunió      | Tor Svendsberget     | Norvégia         |
| 1974 Minszk                 | Juhani Suutarinen    | Finnország    | Gheorghe Gîrniţă        | Románia          | Tor Svendsberget     | Norvégia         |
| 1975 Antholz                | Heikki Ikola         | Finnország    | Nyikolaj Kruglov        | Szovjetunió      | Esko Saira           | Finnország       |
| 1977 Lillehammer            | Heikki Ikola         | Finnország    | Sigleif Johansen        | Norvégia         | Alekszandr Tyihonov  | Szovjetunió      |
| 1978 Hochfilzen             | Odd Lirhus           | Norvégia      | Frank Ullrich           | NDK              | Eberhard Rösch       | NDK              |
| 1979 Ruhpolding             | Klaus Siebert        | NDK           | Alekszandr Tyihonov     | Szovjetunió      | Sigleif Johansen     | Norvégia         |
| 1981 Lahti                  | Heikki Ikola         | Finnország    | Frank Ullrich           | NDK              | Erkki Antila         | Finnország       |
| 1982 Minszk                 | Frank Ullrich        | NDK           | Eirik Kvalfoss          | Norvégia         | Terje Krokstad       | Norvégia         |
| 1983 Antholz                | Frank Ullrich        | NDK           | Frank-Peter Roetsch     | NDK              | Peter Angerer        | NSZK             |
| 1985 Ruhpolding             | Jurij Kaskarov       | Szovjetunió   | Frank-Peter Roetsch     | NDK              | Tapio Piipponen      | Finnország       |
| 1986 Oslo                   | Valerij Medvedcev    | Szovjetunió   | André Sehmisch          | NDK              | Alfred Eder          | Ausztria         |
| 1987 Lake Placid            | Frank-Peter Roetsch  | NDK           | Josh Thompson           | USA              | Jan Matouš           | Csehszlovákia    |
| 1989 Feistritz an der Drau  | Eirik Kvalfoss       | Norvégia      | Gisle Fenne             | Norvégia         | Fritz Fischer        | NSZK             |
| 1990 Minszk                 | Valerij Medvedcev    | Szovjetunió   | Szergej Csepikov        | Szovjetunió      | Anatolij Zsdanovics  | Szovjetunió      |
| 1991 Lahti                  | Mark Kirchner        | Németország   | Alekszandr Popov        | Szovjetunió      | Eirik Kvalfoss       | Norvégia         |
| 1993 Borovec                | Andreas Zingerle     | Olaszország   | Szergej Taraszov        | Oroszország      | Szergej Csepikov     | Oroszország      |
| 1995 Antholz-Anterselva     | Tomasz Sikora        | Lengyelország | Jon Åge Tyldum          | Norvégia         | Aleh Rizsankov       | Fehéroroszország |
| 1996 Ruhpolding             | Szergej Taraszov     | Oroszország   | Vlagyimir Dracsov       | Oroszország      | Vadzim Szasurin      | Fehéroroszország |
| 1997 Breznóbánya            | Ricco Groß           | Németország   | Aleh Rizsankov          | Fehéroroszország | Ludwig Gredler       | Ausztria         |
| 1999 Kontiolahti            | Sven Fischer         | Németország   | Ricco Groß              | Németország      | Vadzim Szasurin      | Fehéroroszország |
| 2000 Oslo                   | Wolfgang Rottmann    | Ausztria      | Ludwig Gredler          | Ausztria         | Frank Luck           | Németország      |
| 2001 Pokljuka               | Paavo Puurunen       | Finnország    | Vadzim Szasurin         | Fehéroroszország | Ilmars Bricis        | Lettország       |
| 2003 Hanti-Manszijszk       | Halvard Hanevold     | Norvégia      | Vesa Hietalahti         | Finnország       | Ricco Groß           | Németország      |
| 2004 Oberhof                | Raphaël Poirée       | Franciaország | Tomasz Sikora           | Lengyelország    | Ole Einar Bjørndalen | Norvégia         |
| 2005 Hochfilzen             | Roman Dostál         | Csehország    | Michael Greis           | Németország      | Ricco Groß           | Németország      |
| 2007 Antholz-Anterselva     | Raphaël Poirée       | Franciaország | Michael Greis           | Németország      | Michal Šlesingr      | Csehország       |
| 2008 Östersund              | Emil Hegle Svendsen  | Norvégia      | Ole Einar Bjørndalen    | Norvégia         | Makszim Makszimov    | Oroszország      |
| 2009 Phjongcshang           | Ole Einar Bjørndalen | Norvégia      | Christoph Stephan       | Németország      | Jakov Fak            | Horvátország     |
| 2011 Hanti-Manszijszk       | Tarjei Bø            | Norvégia      | Makszim Makszimov       | Oroszország      | Christoph Sumann     | Ausztria         |
| 2012 Ruhpolding             | Jakov Fak            | Szlovénia     | Simon Fourcade          | Franciaország    | Jaroslav Soukup      | Csehország       |
| 2013 Nové Město             | Martin Fourcade      | Franciaország | Tim Burke               | USA              | Fredrik Lindström    | Svédország       |
| 2015 Kontiolahti            | Martin Fourcade      | Franciaország | Emil Hegle Svendsen     | Norvégia         | Ondřej Moravec       | Csehország       |
| 2016 Oslo                   | Martin Fourcade      | Franciaország | Dominik Landertinger    | Ausztria         | Simon Eder           | Ausztria         |
| 2017 Hochfilzen             | Lowell Bailey        | USA           | Ondřej Moravec          | Csehország       | Martin Fourcade      | Franciaország    |
| 2019 Östersund              | Arnd Peiffer         | Németország   | Vladimir Iliev          | Bulgária         | Tarjei Bø            | Norvégia         |
| 2020 Antholz                | Martin Fourcade      | Franciaország | Johannes Thingnes Bø    | Norvégia         | Dominik Landertinger | Ausztria         |
| 2021 Pokljuka               | Sturla Holm Lægreid  | Norvégia      | Arnd Peiffer            | Németország      | Johannes Dale        | Norvégia         |

### 4 × 7,5 km-es váltó
| Év, helyszín                | Világbajnok                                                                    | Világbajnok      | Ezüstérmes                                                                     | Ezüstérmes       | Bronzérmes                                                                   | Bronzérmes       |
| --------------------------- | ------------------------------------------------------------------------------ | ---------------- | ------------------------------------------------------------------------------ | ---------------- | ---------------------------------------------------------------------------- | ---------------- |
| 1966 Garmisch-Partenkirchen | Jon Istad Ragnar Tveiten Ivar Nordkild Olav Jordet                             | Norvégia         | Józef Sobczak-Gąsienica Stanisław Szczepaniak Stanisław Łukaszczyk Józef Rubiś | Lengyelország    | Olle Petrusson Tore Eriksson Holmfrid Olsson Sture Ohlin                     | Svédország       |
| 1967 Altenberg              | Jon Istad Ragnar Tveiten Ola Wærhaug Olav Jordet                               | Norvégia         | Alekszandr Tyihonov Viktor Mamatov Rinnat Szafin Nyikolaj Puzanov              | Szovjetunió      | Olle Petrusson Tore Eriksson Holmfrid Olsson Sture Ohlin                     | Svédország       |
| 1969 Zakopane               | Alekszandr Tyihonov Viktor Mamatov Rinnat Szafin Vlagyimir Gundarcev           | Szovjetunió      | Jon Istad Ragnar Tveiten Magnar Solberg Esten Gjelten                          | Norvégia         | Kalevi Vähäkylä Mauri Röppänen Mauno Peltonen Esko Marttinen                 | Finnország       |
| 1970 Östersund              | Alekszandr Tyihonov Viktor Mamatov Rinnat Szafin Alekszandr Usakov             | Szovjetunió      | Tor Svendsberget Ragnar Tveiten Magnar Solberg Esten Gjelten                   | Norvégia         | Hans-Günther Jahn Hansjörg Knauthe Dieter Speer Horst Koschka                | NDK              |
| 1971 Hämeenlinna            | Alekszandr Tyihonov Viktor Mamatov Rinnat Szafin Nazim Muhitov                 | Szovjetunió      | Tor Svendsberget Ragnar Tveiten Magnar Solberg Ivar Nordkild                   | Norvégia         | Józef Roczak Andrzej Rapacz Aleksander Klima Józef Stopka                    | Lengyelország    |
| 1973 Lake Placid            | Alekszandr Tyihonov Rinnat Szafin Jurij Kolmakov Gennagyij Kovaljov            | Szovjetunió      | Tor Svendsberget Esten Gjelten Ragnar Tveiten Kjell Hovda                      | Norvégia         | Dieter Speer Manfred Geyer Herbert Wiegand Günther Bartnick                  | NDK              |
| 1974 Minszk                 | Alekszandr Tyihonov Alekszandr Usakov Nyikolaj Kruglov Jurij Kolmakov          | Szovjetunió      | Simo Halonen Carl-Henrik Flöjt Juhani Suutarinen Heikki Ikola                  | Finnország       | Kjell Hovda Kåre Hovda Terje Hanssen Tor Svendsberget                        | Norvégia         |
| 1975 Antholz                | Henrik Flöjt Simo Halonen Juhani Suutarinen Heikki Ikola                       | Finnország       | Alekszandr Tyihonov Alekszandr Jelizarov Alekszandr Usakov Nyikolaj Kruglov    | Szovjetunió      | Jan Szpunar Andrzej Rapacz Ludwig Zięba Wojciech Truchan                     | Lengyelország    |
| 1977 Lillehammer            | Alekszandr Tyihonov Alekszandr Jelizarov Alekszandr Usakov Nyikolaj Kruglov    | Szovjetunió      | Erkki Antila Raimo Seppänen Simo Halonen Heikki Ikola                          | Finnország       | Manfred Beer Klaus Siebert Frank Ullrich Manfred Geyer                       | NDK              |
| 1978 Hochfilzen             | Manfred Beer Frank Ullrich Klaus Siebert Eberhard Rösch                        | NDK              | Odd Lirhus Sigleif Johansen Roar Nilsen Tor Svendsberget                       | Norvégia         | Gerhard Winkler Andreas Schweiger Hansi Estner Heinrich Mehringer            | NSZK             |
| 1979 Ruhpolding             | Manfred Beer Klaus Siebert Frank Ullrich Eberhard Rösch                        | NDK              | Simo Halonen Heikki Ikola Erkki Antila Raimo Seppänen                          | Finnország       | Vlagyimir Alikin Vlagyimir Barnasov Nyikolaj Kruglov Alekszandr Tyihonov     | Szovjetunió      |
| 1981 Lahti                  | Mathias Jung Matthias Jacob Frank Ullrich Eberhard Rösch                       | NDK              | Peter Angerer Peter Schweiger Fritz Fischer Franz Bernreiter                   | NSZK             | Vlagyimir Alikin Anatolij Aljabjev Vlagyimir Barnasov Vlagyimir Gavrikov     | Szovjetunió      |
| 1982 Minszk                 | Frank Ullrich Mathias Jung Matthias Jacob Bernd Helmich                        | NDK              | Eirik Kvalfoss Kjell Søbak Odd Lirhus Rolf Storsveen                           | Norvégia         | Vlagyimir Alikin Anatolij Aljabjev Vlagyimir Barnasov Viktor Szemjonov       | Szovjetunió      |
| 1983 Antholz                | Alguimantas Šalna Jurij Kaskarov Pjotr Miloradov Szergej Buligin               | Szovjetunió      | Frank Ullrich Mathias Jung Matthias Jacob Frank-Peter Roetsch                  | NDK              | Kjell Søbak Eirik Kvalfoss Odd Lirhus Øyvind Nerhagen                        | Norvégia         |
| 1985 Ruhpolding             | Jurij Kaskarov Alguimantas Šalna Szergej Buligin Andrej Zenkov                 | Szovjetunió      | Frank-Peter Roetsch Matthias Jacob Ralf Göthel André Sehmisch                  | NDK              | Peter Angerer Walter Pichler Fritz Fischer Herbert Fritzenwenger             | NSZK             |
| 1986 Oslo                   | Jurij Kaskarov Dmitrij Vasziljev Valerij Medvedcev Szergej Buligin             | Szovjetunió      | Jürgen Wirth Frank-Peter Roetsch Matthias Jacob André Sehmisch                 | NDK              | Werner Kiem Gottlieb Taschler Johann Passler Andreas Zingerle                | Olaszország      |
| 1987 Lake Placid            | Frank-Peter Roetsch Matthias Jacob André Sehmisch Jürgen Wirth                 | NDK              | Dmitrij Vasziljev Jurij Kaskarov Alekszandr Popov Valerij Medvedcev            | Szovjetunió      | Ernst Reiter Herbert Fritzenwenger Peter Angerer Fritz Fischer               | NSZK             |
| 1989 Feistritz an der Drau  | Frank Luck André Sehmisch Birk Anders Frank-Peter Roetsch                      | NDK              | Jurij Kaskarov Szergej Csepikov Alekszandr Popov Szergej Buligin               | Szovjetunió      | Geir Einang Sylfest Glimsdal Gisle Fenne Eirik Kvalfoss                      | Norvégia         |
| 1990 Minszk                 | Pieralberto Carrara Wilfried Pallhuber Johann Passler Andreas Zingerle         | Olaszország      | Christian Dumont Xavier Blond Hervè Flandin Thierry Gerbier                    | Franciaország    | Frank Luck André Sehmisch Mark Kirchner Birk Anders                          | NDK              |
| 1991 Lahti                  | Ricco Groß Frank Luck Mark Kirchner Fritz Fischer                              | Németország      | Jurij Kaskarov Alekszandr Popov Szergej Taraszov Szergej Csepikov              | Szovjetunió      | Geir Einang Eirik Kvalfoss Jon Åge Tyldum Gisle Fenne                        | Norvégia         |
| 1993 Borovec                | Wilfried Pallhuber Johann Passler Pieralberto Carrara Andreas Zingerle         | Olaszország      | Valerij Medvedcev Valerij Kirijenko Szergej Taraszov Szergej Csepikov          | Oroszország      | Sven Fischer Frank Luck Mark Kirchner Jens Steinigen                         | Németország      |
| 1995 Antholz-Anterselva     | Ricco Groß Mark Kirchner Frank Luck Sven Fischer                               | Németország      | Lionel Laurent Patrice Bailly-Salins Thierry Dusserre Hervé Flandin            | Franciaország    | Igor Hohrjakov Alekszandr Popov Aleh Rizsankov Vadzim Szasurin               | Fehéroroszország |
| 1996 Ruhpolding             | Viktor Majgorov Vlagyimir Dracsov Szergej Taraszov Alekszej Kobeljov           | Oroszország      | Ricco Groß Peter Sendel Frank Luck Sven Fischer                                | Németország      | Aljakszej Ajdarav Aleh Rizsankov Vadzim Szasurin Alekszandr Popov            | Fehéroroszország |
| 1997 Breznóbánya            | Ricco Groß Peter Sendel Sven Fischer Frank Luck                                | Németország      | Egil Gjelland Jon Åge Tyldum Dag Bjørndalen Ole Einar Bjørndalen               | Norvégia         | René Cattarinussi Wilfried Pallhuber Patrick Favre Pieralberto Carrara       | Olaszország      |
| 1999 Kontiolahti            | Aljakszej Ajdarav Pjotr Ivaska Vadzim Szasurin Aleh Rizsankov                  | Fehéroroszország | Viktor Majgorov Vlagyimir Dracsov Szergej Rozskov Pavel Rosztovcev             | Oroszország      | Halvard Hanevold Dag Bjørndalen Frode Andresen Ole Einar Bjørndalen          | Norvégia         |
| 2000 Oslo                   | Viktor Mjajgurov Szergej Rozskov Vlagyimir Dracsov Pavel Rosztovcev            | Oroszország      | Egil Gjelland Frode Andresen Halvard Hanevold Ole Einar Bjørndalen             | Norvégia         | Frank Luck Peter Sendel Sven Fischer Ricco Groß                              | Németország      |
| 2001 Pokljuka               | Gilles Marguet Vincent Defrasne Julien Robert Raphaël Poirée                   | Franciaország    | Aljakszej Ajdarav Aljakszandr Sziman Aleh Rizsankov Vadzim Szasurin            | Fehéroroszország | Egil Gjelland Frode Andresen Halvard Hanevold Ole Einar Bjørndalen           | Norvégia         |
| 2003 Hanti-Manszijszk       | Peter Sendel Sven Fischer Ricco Groß Frank Luck                                | Németország      | Viktor Mjajgurov Pavel Rosztovcev Szergej Rozskov Szergej Csepikov             | Oroszország      | Aljakszej Ajdarav Uladzimir Dracsov Rusztam Valiulin Aleh Rizsankov          | Fehéroroszország |
| 2004 Oberhof                | Frank Luck Ricco Groß Sven Fischer Michael Greis                               | Németország      | Halvard Hanevold Lars Berger Egil Gjelland Ole Einar Bjørndalen                | Norvégia         | Ferréol Cannard Vincent Defrasne Julien Robert Raphaël Poirée                | Franciaország    |
| 2005 Hochfilzen             | Halvard Hanevold Stian Eckhoff Egil Gjelland Ole Einar Bjørndalen              | Norvégia         | Szergej Rozskov Nyikolaj Kruglov Pavel Rosztovcev Szergej Csepikov             | Oroszország      | Daniel Mesotitsch Friedrich Pinter Wolfgang Rottmann Christoph Sumann        | Ausztria         |
| 2007 Antholz-Anterselva     | Ivan Cserezov Makszim Csudov Dmitrij Jarosenko Nyikolaj Kruglov                | Oroszország      | Halvard Hanevold Lars Berger Frode Andresen Ole Einar Bjørndalen               | Norvégia         | Ricco Groß Michael Rösch Sven Fischer Michael Greis                          | Németország      |
| 2008 Östersund              | Ivan Cserezov Nyikolaj Kruglov Dmitrij Jarosenko Makszim Csudov                | Oroszország      | Emil Hegle Svendsen Rune Bratsveen Halvard Hanevold Ole Einar Bjørndalen       | Norvégia         | Michael Rösch Alexander Wolf Andreas Birnbacher Michael Greis                | Németország      |
| 2009 Phjongcshang           | Emil Hegle Svendsen Lars Berger Halvard Hanevold Ole Einar Bjørndalen          | Norvégia         | Daniel Mesotitsch Simon Eder Dominik Landertinger Christoph Sumann             | Ausztria         | Michael Rösch Christoph Stephan Arnd Peiffer Michael Greis                   | Németország      |
| 2011 Hanti-Manszijszk       | Ole Einar Bjørndalen Alexander Os Emil Hegle Svendsen Tarjei Bø                | Norvégia         | Anton Sipulin Jevgenyij Ustyugov Makszim Makszimov Ivan Cserezov               | Oroszország      | Olekszandr Bilanenko Andrij Derizemlja Szerhij Szemenov Szerhij Szednyev     |                  |
| 2012 Ruhpolding             | Ole Einar Bjørndalen Rune Bratsveen Tarjei Bø Emil Hegle Svendsen              | Norvégia         | Jean-Guillaume Béatrix Simon Fourcade Alexis Bœuf Martin Fourcade              | Franciaország    | Simon Schempp Andreas Birnbacher Michael Greis Arnd Peiffer                  | Németország      |
| 2013 Nové Město             | Ole Einar Bjørndalen Henrik L'Abee-Lund Tarjei Bø Emil Hegle Svendsen          | Norvégia         | Simon Fourcade Jean-Guillaume Béatrix Alexis Bœuf Martin Fourcade              | Franciaország    | Simon Schempp Andreas Birnbacher Arnd Peiffer Erik Lesser                    | Németország      |
| 2015 Kontiolahti            | Erik Lesser Daniel Böhm Arnd Peiffer Simon Schempp                             | Németország      | Ole Einar Bjørndalen Tarjei Bø Johannes Thingnes Bø Emil Hegle Svendsen        | Norvégia         | Simon Fourcade Jean-Guillaume Béatrix Quentin Fillon Maillet Martin Fourcade | Franciaország    |
| 2016 Oslo                   | Ole Einar Bjørndalen Tarjei Bø Johannes Thingnes Bø Emil Hegle Svendsen        | Norvégia         | Erik Lesser Benedikt Doll Arnd Peiffer Simon Schempp                           | Németország      | Christian Gow Nathan Smith Scott Gow Brendan Green                           | Kanada           |
| 2017 Hochfilzen             | Alekszej Volkov Makszim Cvetkov Anton Babikov Anton Sipulin                    | Oroszország      | Jean-Guillaume Béatrix Quentin Fillon Maillet Simon Desthieux Martin Fourcade  | Franciaország    | Daniel Mesotitsch Julian Eberhard Simon Eder Dominik Landertinger            | Ausztria         |
| 2019 Östersund              | Lars Helge Birkeland Vetle Sjåstad Christiansen Tarjei Bø Johannes Thingnes Bø | Norvégia         | Erik Lesser Roman Rees Arnd Peiffer Benedikt Doll                              | Németország      | Matvej Jeliszejev Nyikita Porsnyev Dmitrij Malisko Alekszandr Loginov        | oroszország      |
| 2020 Antholz                | Émilien Jacquelin Martin Fourcade Simon Desthieux Quentin Fillon Maillet       | Franciaország    | Vetle Sjåstad Christiansen Johannes Dale Tarjei Bø Johannes Thingnes Bø        | Norvégia         | Erik Lesser Philipp Horn Arnd Peiffer Benedikt Doll                          | Németország      |
| 2021 Pokljuka               | Sturla Holm Lægreid Tarjei Bø Johannes Thingnes Bø Vetle Sjåstad Christiansen  | Norvégia         | Peppe Femling Jesper Nelin Martin Ponsiluoma Sebastian Samuelsson              | Svédország       | Szaid Karimulla Halili Matvej Jeliszejev Alekszandr Loginov Eduard Latipov   |                  |

### Csapatverseny
- 1958-ban a 20 km-es egyéni versenyen részt vevő legjobb négy azonos nemzetbeli versenyző összesített eredményét vették figyelembe.
- 1959-től 1965-ig a 20 km-es egyéni versenyen részt vevő legjobb három azonos nemzetbeli versenyző eredményét vették figyelembe.
- 1989-től négy versenyzős csapatversenyt rendeztek.
- 1990-ben a világbajnokság eredeti helyszíne Minszk volt, de a csapatversenyeket (és még néhány más versenyszámot) a túl enyhe időjárás miattKontiolahtiban rendezték meg.

| Év, helyszín               | Világbajnok                                                                 | Világbajnok      | Ezüstérmes                                                               | Ezüstérmes    | Bronzérmes                                                                  | Bronzérmes    |
| -------------------------- | --------------------------------------------------------------------------- | ---------------- | ------------------------------------------------------------------------ | ------------- | --------------------------------------------------------------------------- | ------------- |
| 1958 Saalfelden            | Adolf Wiklund, Olle Gunneriusson, Sture Ohlin, Sven Nilsson                 | Svédország       | Viktor Butakov, Valentyin Pzsenyicin, Dmitrij Szokolov, Alekszandr Gubin | Szovjetunió   | Arvid Nyberg, Asbjørn Bakken, Knut Wold, Rolf Gråterud                      | Norvégia      |
| 1959 Courmayeur            | Vlagyimir Melanyin, Dmitrij Szokolov, Valentyin Pzsenyicin                  | Szovjetunió      | Sven Agge, Adolf Wiklund, Sture Ohlin                                    | Svédország    | Knut Wold, Henry Hermansen, Ivar Skogsrud                                   | Norvégia      |
| 1961 Umeå                  | Kalevi Huuskonen, Paavo Repo, Antti Tyrväinen                               | Finnország       | Alekszandr Privalov, Valentyin Pzsenyicin, Dmitrij Szokolov              | Szovjetunió   | Klas Lestander, Tage Lundin, Stig Anersson                                  | Svédország    |
| 1962 Hämeenlinna           | Vlagyimir Melanyin, Valentyin Pzsenyicin, Nyikolaj Puszanov                 | Szovjetunió      | Antti Tyrväinen, Hannu Posti, Kalevi Huuskonen                           | Finnország    | Jon Istad, Olav Jordet, Henry Hermansen                                     | Norvégia      |
| 1963 Seefeld               | Vlagyimir Melanyin, Nyikolaj Mezsarjakov, Valentyin Pzsenyicin              | Szovjetunió      | Antti Tyrväinen, Hannu Posti, Veikko Hakulinen                           | Finnország    | Jon Istad, Olav Jordet, Egil Nygård                                         | Norvégia      |
| 1965 Norvégia              | Olaf Jordet, Ola Wærhaug, Ivar Norkild                                      | Norvégia         | Nyikolaj Puszanov, Vlagyimir Melanyin, Vaszilij Makarov                  | Szovjetunió   | Stanislaw Szczepaniak, Jozef Rubis, Josef Sobczak-Gasienica                 | Lengyelország |
| 1989 Feistritz an der Drau | Jurij Kaskarov, Szergej Csepikov, Alekszndr Popov, Szergej Buligin          | Szovjetunió      | Franz Wudy, Herbert Fritzenwenger, Georg Fischer, Fritz Fischer          | NSZK          | Andreas Heymann, André Sehmisch, Raik Dittrich, Steffen Hoos                | NDK           |
| 1990 Kontiolahti           | Raik Dittrich, Mark Kirchner, Birk Anders, Frank Luck                       | NDK              | Tomáš Kos, Ivan Masařík, Jiří Holubec, Jan Matouš                        | Csehszlovákia | Christian Dumont, Stéphane Bouthiaux, Hervè Flandin, Thierry Gerbier        | Franciaország |
| 1991 Lahti                 | Hubert Leitgeb, Gottlieb Taschler, Simon Demetz, Wilfried Pallhuber         | Olaszország      | Sverre Istad, Jon Åge Tyldum, Ivar Michal Ulekleiv, Frode Løberg         | Norvégia      | Anatolij Zsdanovics, Szergej Taraszov, Szergej Csepikov, Valerij Medvegycev | Szovjetunió   |
| 1992 Novoszibirszk         | Jevgenyij Redkin, Alekszej Tropnikov, Anatolij Zsdanovics, Alekszandr Popov | FÁK              | Frode Løberg, Jon Åge Tyldum, Sylfest Glimsdal, Gisle Fenne              | Norvégia      | Aivo Udras, Urmas Kaldvee, Hillar Zahkna, Kalju Ojaste                      | Észtország    |
| 1993 Borovec               | Fritz Fischer, Frank Luck, Steffen Hoos, Sven Fischer                       | Németország      | Alekszej Kobeljov, Valerij Kirijenko, Szergej Loscskin, Szergej Csepikov | Oroszország   | Gilles Marguet, Thierry Dusserre, Xavier Blond, Lionel Laurent              | Franciaország |
| 1994 Canmore               | Pier Alberto Carrara, Hubert Leitgeb, Andreas Zingerle, Wilfried Pallhuber  | Olaszország      | Vlagyimir Dracsov, Alekszej Kovaljov, Valerij Kirijenko, Sergej Taraszov | Oroszország   | Jens Steinigen, Marco Morgenstern, Peter Sendel, Steffen Hoos               | Németország   |
| 1995 Antholz-Anterselva    | Dag Bjørndalen, Frode Andresen, Halvard Hanevold, Jon Åge Tyldum            | Norvégia         | Petr Garabík, Roman Dostál, Jiří Holubec, Ivan Masařík                   | Csehország    | Thierry Dusserre, Franck Perrot, Lionel Laurent, Stéphane Bouthiaux         | Franciaország |
| 1996 Ruhpolding            | Petr Ivasko, Oleg Rizsenkov, Alekszandr Popov, Vagyim Szasurin              | Fehéroroszország | Viktor Majgurov, Vlagyimir Dracsov, Pavel Muszlimov, Szergej Rozskov     | Oroszország   | René Cattarinussi, Pieralberto Carrara, Patrick Favre, Hubert Leitgeb       | Olaszország   |
| 1997 Breznóbánya           | Oleg Rizsenkov, Petr Ivasko, Alekszandr Popov, Vagyim Szasurin              | Fehéroroszország | Mark Kirchner, Frank Luck, Peter Sendel, Carsten Heymann                 | Németország   | Wieslaw Ziemianin, Jan Ziemianin, Wojciech Kozub, Tomasz Sikora             | Lengyelország |
| 1998 Hochfilzen            | Egil Gjelland, Sylfest Glimdal, Halvard Hanevold, Ole Einar Bjørndalen      | Norvégia         | Ricco Groß, Carsten Heymann, Sven Fischer, Frank Luck                    | Németország   | Vlagyimir Dracsov, Alekszej Kobeljov, Szergej Rozskov, Viktor Majgurov      | Oroszország   |

## Nők

### 7,5 km-es sprintverseny

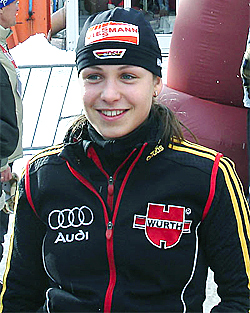
Magdalena Neuner

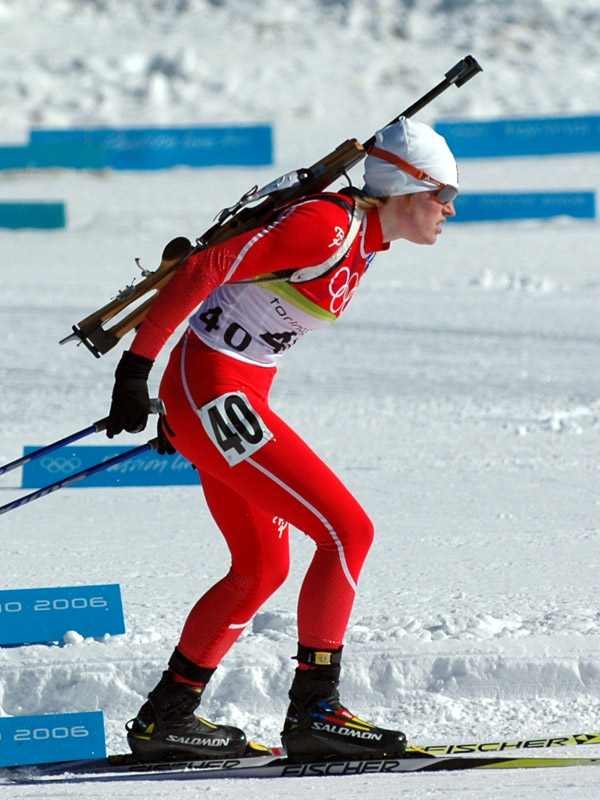
Tora Berger

- 1984 és 1988 között 5 kilométeren rendezték a sprintversenyt.

| Év, helyszín               | Világbajnok             | Világbajnok   | Ezüstérmes                   | Ezüstérmes       | Bronzérmes                       | Bronzérmes                     |
| -------------------------- | ----------------------- | ------------- | ---------------------------- | ---------------- | -------------------------------- | ------------------------------ |
| 1984 Chamonix              | Venyera Csernisova      | Szovjetunió   | Sanna Grønlid                | Norvégia         | Andrea Grossegger                | Ausztria                       |
| 1985 Egg am Etzel          | Sanna Grønlid           | Norvégia      | Kaija Parve                  | Szovjetunió      | Venyera Csernisova               | Szovjetunió                    |
| 1986 Falun                 | Kaija Parve             | Szovjetunió   | Nagyija Bjelova              | Szovjetunió      | Eva Korpela                      | Svédország                     |
| 1987 Lahti                 | Jelena Golovina         | Szovjetunió   | Venyera Csernisova           | Szovjetunió      | Anne Elvebakk                    | Norvégia                       |
| 1988 Chamonix              | Anne Elvebakk           | Norvégia      | Elin Kristiansen             | Norvégia         | Venyera Csernisova               | Szovjetunió                    |
| 1989 Feistritz an der Drau | Anne Elisabeth Elvebakk | Norvégia      | Zvetana Kraszteva            | Bulgária         | Natalja Prikazcsikova            | Szovjetunió                    |
| 1990 Minszk                | Anne Elisabeth Elvebakk | Norvégia      | Szvetlana Davidova           | Szovjetunió      | Elin Kristiansen                 | Norvégia                       |
| 1991 Lahti                 | Grete Ingeborg Nykkelmo | Norvégia      | Szvetlana Davidova           | Szovjetunió      | Jelena Golovina                  | Szovjetunió                    |
| 1993 Borovec               | Myriam Bedard           | Kanada        | Nagyezsda Talanova           | Oroszország      | Jelena Belova                    | Oroszország                    |
| 1995 Antholz-Anterselva    | Anne Briand             | Franciaország | Uschi Disl                   | Németország      | Corinne Niogret                  | Franciaország                  |
| 1996 Ruhpolding            | Olga Romaszko           | Oroszország   | Ann-Elen Skjelbreid          | Norvégia         | Magdalena Forsberg               | Svédország                     |
| 1997 Breznóbánya           | Olga Romaszko           | Oroszország   | Alena Zubrilava              | Ukrajna          | Magdalena Forsberg               | Svédország                     |
| 1999 Kontiolahti           | Martina Zellner         | Németország   | Magdalena Forsberg           | Svédország       | Alena Zubrilava                  | Ukrajna                        |
| 2000 Oslo                  | Liv Grete Skjelbreid    | Norvégia      | Katrin Apel                  | Németország      | Martina Zellner                  | Németország                    |
| 2001 Pokljuka              | Kati Wilhelm            | Németország   | Uschi Disl                   | Németország      | Liv Grete Poirée                 | Norvégia                       |
| 2003 Hanti-Manszijszk      | Sylvie Becaert          | Franciaország | Olena Petrova                | Ukrajna          | Katerina Holubcova               | Csehország                     |
| 2004 Oberhof               | Liv Grete Poirée        | Norvégia      | Anna Bogalij                 | Oroszország      | Martina Glagow Kacjarina Ivanova | Németország · Fehéroroszország |
| 2005 Hochfilzen            | Uschi Disl              | Németország   | Olga Zajceva                 | Oroszország      | Alena Zubrilava                  | Fehéroroszország               |
| 2007 Antholz-Anterselva    | Magdalena Neuner        | Németország   | Anna Carin Olofsson          | Svédország       | Natalja Guszeva                  | Oroszország                    |
| 2008 Östersund             | Andrea Henkel           | Németország   | Albina Ahatova               | Oroszország      | Okszana Hvosztenko               | Ukrajna                        |
| 2009 Phjongcshang          | Kati Wilhelm            | Németország   | Simone Hauswald              | Németország      | Olga Zajceva                     | Oroszország                    |
| 2011 Hanti-Manszijszk      | Magdalena Neuner        | Németország   | Kaisa Mäkäräinen             | Finnország       | Anasztaszija Kuzmina             | Szlovákia                      |
| 2012 Ruhpolding            | Magdalena Neuner        | Németország   | Darja Domracseva             | Fehéroroszország | Vita Szemerenko                  | Ukrajna                        |
| 2013 Nové Město            | Olena Pidrusna          | Ukrajna       | Tora Berger                  | Norvégia         | Vita Szemerenko                  | Ukrajna                        |
| 2015 Kontiolahti           | Marie Dorin Habert      | Franciaország | Weronika Nowakowska-Ziemniak | Lengyelország    | Valentina Szemerenko             | Ukrajna                        |
| 2016 Oslo                  | Tiril Eckhoff           | Norvégia      | Marie Dorin Habert           | Franciaország    | Laura Dahlmeier                  | Németország                    |
| 2017 Hochfilzen            | Gabriela Koukalová      | Csehország    | Laura Dahlmeier              | Németország      | Anaïs Chevalier                  | Franciaország                  |
| 2019 Östersund             | Anastasiya Kuzmina      | Szlovákia     | Ingrid Landmark Tandrevold   | Norvégia         | Laura Dahlmeier                  | Németország                    |
| 2020 Antholz               | Marte Olsbu Røiseland   | Norvégia      | Susan Dunklee                | USA              | Lucie Charvátová                 | Csehország                     |
| 2021 Pokljuka              | Tiril Eckhoff           | Norvégia      | Anaïs Chevalier              | Franciaország    | Hanna Szola                      | Fehéroroszország               |

### 10 km-es üldöző verseny

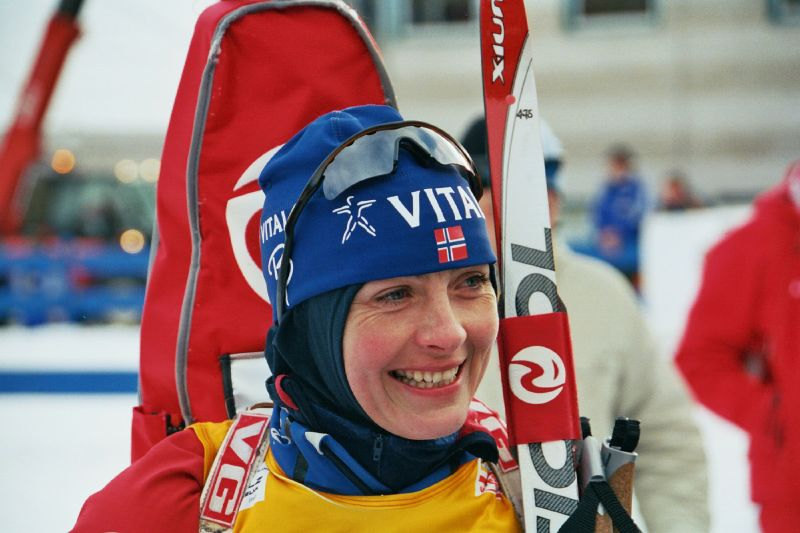
Liv Grete Poirée

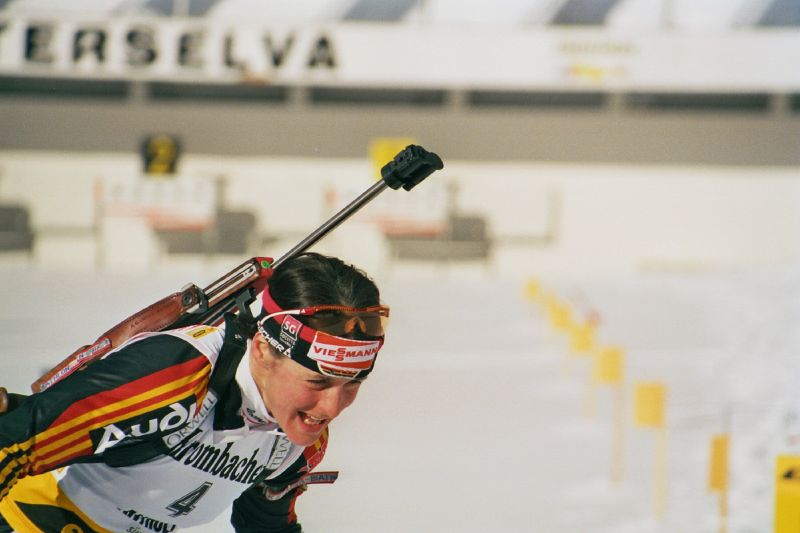
Uschi Disl

| Év, helyszín            | Világbajnok        | Világbajnok      | Ezüstérmes               | Ezüstérmes       | Bronzérmes                  | Bronzérmes    |
| ----------------------- | ------------------ | ---------------- | ------------------------ | ---------------- | --------------------------- | ------------- |
| 1997 Breznóbánya        | Magdalena Forsberg | Svédország       | Olena Zubrilova          | Ukrajna          | Olga Romaszko               | Oroszország   |
| 1998 Pokljuka           | Magdalena Forsberg | Svédország       | Corinne Niogret          | Franciaország    | Martina Zellner             | Németország   |
| 1999 Kontiolahti        | Olena Zubrilova    | Ukrajna          | Martina Schwarzbacherova | Szlovákia        | Martina Zellner             | Németország   |
| 2000 Oslo               | Magdalena Forsberg | Svédország       | Uschi Disl               | Németország      | Florence Baverel            | Franciaország |
| 2001 Pokljuka           | Liv Grete Poirée   | Norvégia         | Corinne Niogret          | Franciaország    | Magdalena Forsberg          | Svédország    |
| 2003 Hanti-Manszijszk   | Sandrine Bailly    | Franciaország    | Martina Glagow           | Németország      | Szvetlana Ismuratova        | Oroszország   |
| 2004 Oberhof            | Liv Grete Poirée   | Norvégia         | Martina Glagow           | Németország      | Anna Bogalij                | Oroszország   |
| 2005 Hochfilzen         | Uschi Disl         | Németország      | Liú Xiǎnyīng             | Kína             | Szvetlana Ismuratova        | Oroszország   |
| 2007 Antholz-Anterselva | Magdalena Neuner   | Németország      | Linda Grubben            | Norvégia         | Anna Carin Olofsson         | Svédország    |
| 2008 Östersund          | Andrea Henkel      | Németország      | Jekatyerina Jurjeva      | Oroszország      | Albina Ahatova              | Oroszország   |
| 2009 Phjongcshang       | Helena Ekholm      | Svédország       | Kati Wilhelm             | Németország      | Olga Zajceva                | Oroszország   |
| 2011 Hanti-Manszijszk   | Kaisa Mäkäräinen   | Finnország       | Magdalena Neuner         | Németország      | Helena Ekholm               | Svédország    |
| 2012 Ruhpolding         | Darja Domracseva   | Fehéroroszország | Magdalena Neuner         | Németország      | Olga Viluhina               | Oroszország   |
| 2013 Nové Město         | Tora Berger        | Norvégia         | Krystyna Pałka           | Lengyelország    | Olena Pidhrusna             | Ukrajna       |
| 2015 Kontiolahti        | Marie Dorin Habert | Franciaország    | Laura Dahlmeier          | Németország      | eronika Nowakowska-Ziemniak | Lengyelország |
| 2016 Oslo               | Laura Dahlmeier    | Németország      | Dorothea Wierer          | olaszország      | Marie Dorin Habert          | Franciaország |
| 2017 Hochfilzen         | Laura Dahlmeier    | Németország      | Darja Domracseva         | Fehéroroszország | Gabriela Koukalová          | Csehország    |
| 2019 Östersund          | Denise Herrmann    | Németország      | Tiril Eckhoff            | Norvégia         | Laura Dahlmeier             | Németország   |
| 2020 Antholz            | Dorothea Wierer    | Olaszország      | Denise Herrmann          | Németország      | Marte Olsbu Røiseland       | Norvégia      |
| 2021 Pokljuka           | Tiril Eckhoff      | Norvégia         | Lisa Theresa Hauser      | Ausztria         | Anaïs Chevalier             | Franciaország |

### 12,5 km-es tömegrajtosverseny
| Év, helyszín          | Világbajnok                 | Világbajnok      | Ezüstérmes           | Ezüstérmes       | Bronzérmes          | Bronzérmes    |
| --------------------- | --------------------------- | ---------------- | -------------------- | ---------------- | ------------------- | ------------- |
| 1999 Oslo             | Olena Zubrilova             | Ukrajna          | Olena Petrova        | Ukrajna          | Magdalena Forsberg  | Svédország    |
| 2000 Oslo             | Liv Grete Skjelbreid        | Norvégia         | Galina Kukleva       | Oroszország      | Corinne Niogret     | Franciaország |
| 2001 Pokljuka         | Magdalena Forsberg          | Svédország       | Martina Glagow       | Németország      | Liv Grete Poirée    | Norvégia      |
| 2002 Oslo             | Olena Zubrilova             | Ukrajna          | Olga Piljova         | Oroszország      | Volha Nazarava      |               |
| 2003 Hanti-Manszijszk | Albina Ahatova              | Oroszország      | Szvetlana Ismuratova | Oroszország      | Sandrine Bailly     | Franciaország |
| 2004 Oberhof          | Liv Grete Poirée            | Norvégia         | Katrin Apel          | Németország      | Sandrine Bailly     | Franciaország |
| 2005 Hochfilzen       | Gro Marit Istad Kristiansen | Norvégia         | Anna Carin Olofsson  | Svédország       | Olga Piljova        | Oroszország   |
| 2007 Antholz          | Andrea Henkel               | Németország      | Martina Glagow       | Németország      | Kati Wilhelm        | Németország   |
| 2008 Östersund        | Magdalena Neuner            | Németország      | Tora Berger          | Norvégia         | Jekatyerina Jurjeva | Oroszország   |
| 2009 Phjongcshang     | Olga Zajceva                | Oroszország      | Anastasiya Kuzmina   | Szlovákia        | Helena Jonsson      | Svédország    |
| 2011 Hanti-Manszijszk | Magdalena Neuner            | Németország      | Darja Domracseva     | Fehéroroszország | Tora Berger         | Norvégia      |
| 2012 Ruhpolding       | Tora Berger                 | Norvégia         | Marie-Laure Brunet   | Franciaország    | Kaisa Mäkäräinen    | Finnország    |
| 2013 Nové Město       | Darja Domracseva            | Fehéroroszország | Tora Berger          | Norvégia         | Monika Hojnisz      | Lengyelország |
| 2015 Kontiolahti      | Valentina Szemerenko        | Ukrajna          | Franziska Preuß      | Németország      | Karin Oberhofer     | Olaszország   |
| 2016 Oslo             | Marie Dorin Habert          | Franciaország    | Laura Dahlmeier      | Németország      | Kaisa Mäkäräinen    | Finnország    |
| 2017 Hochfilzen       | Laura Dahlmeier             | Németország      | Susan Dunklee        | USA              | Kaisa Mäkäräinen    | Finnország    |
| 2019 Östersund        | Dorothea Wierer             | Olaszország      | Jekatyerina Jurlova  | Oroszország      | Denise Herrmann     | Németország   |
| 2020 Antholz          | Marte Olsbu Røiseland       | Norvégia         | Dorothea Wierer      | Olaszország      | Hanna Öberg         | Svédország    |
| 2021 Pokljuka         |                             |                  |                      |                  |                     |               |

### 15 km-es egyéni verseny

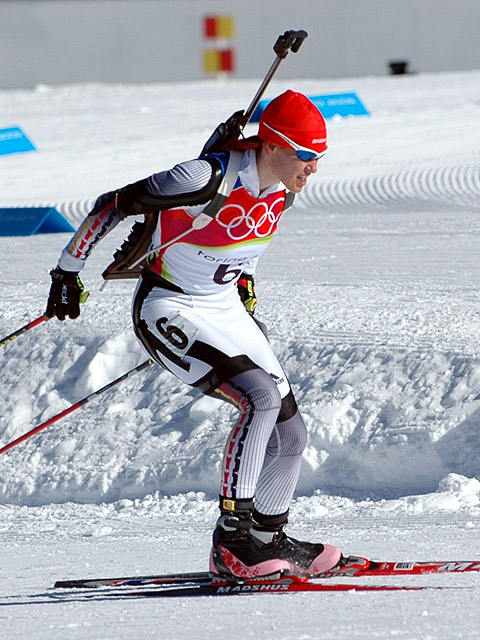
Kati Wilhelm

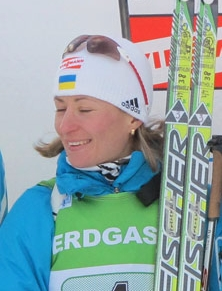
Vita Szemerenko

- 1984 és 1988 között 10 kilométeren rendezték az egyéni versenyt.

| Év, helyszín               | Világbajnok         | Világbajnok   | Ezüstérmes              | Ezüstérmes       | Bronzérmes                 | Bronzérmes       |
| -------------------------- | ------------------- | ------------- | ----------------------- | ---------------- | -------------------------- | ---------------- |
| 1984 Chamonix              | Venyera Csernyisova | Szovjetunió   | Ljudmila Zabolotnyaja   | Szovjetunió      | Tatyjana Brilina           | Szovjetunió      |
| 1985 Egg am Etzel          | Kaja Parve          | Szovjetunió   | Sanna Grønlid           | Norvégia         | Eva Korpela                | Svédország       |
| 1986 Falun                 | Eva Korpela         | Svédország    | Siv Bråten              | Norvégia         | Sanna Grønlid              | Norvégia         |
| 1987 Lahti                 | Sanna Grønlid       | Norvégia      | Kaja Parve              | Szovjetunió      | Tuija Vuoksiala            | Finnország       |
| 1988 Chamonix              | Petra Schaaf        | NSZK          | Eva Korpela             | Svédország       | Anne Elvebakk              | Norvégia         |
| 1989 Feistritz an der Drau | Petra Schaaf        | NSZK          | Anne Elvebakk           | Norvégia         | Szvetlana Davidova         | Szovjetunió      |
| 1990 Minszk                | Szvetlana Davidova  | Szovjetunió   | Jelena Golovina         | Szovjetunió      | Petra Schaaf               | NSZK             |
| 1991 Lahti                 | Petra Schaaf        | Németország   | Grete Nykkelmo          | Norvégia         | Iva Skodreva               | Bulgária         |
| 1993 Borovec               | Petra Schaaf        | Németország   | Myriam Bédard           | Kanada           | Szvjatlana Paramihina      | Fehéroroszország |
| 1995 Antholz-Anterselva    | Corinne Niogret     | Franciaország | Uschi Disl              | Németország      | Ekaterina Dafovszka        | Bulgária         |
| 1996 Ruhpolding            | Emmanuelle Claret   | Franciaország | Olga Melnyik            | Oroszország      | Olena Petrova              | Ukrajna          |
| 1997 Breznóbánya           | Magdalena Forsberg  | Svédország    | Olena Zubrilova         | Ukrajna          | Ekaterina Dafovszka        | Bulgária         |
| 1999 Kontiolahti           | Olena Zubrilova     | Ukrajna       | Corinne Niogret         | Franciaország    | Albina Ahatova             | Oroszország      |
| 2000 Oslo                  | Corinne Niogret     | Franciaország | Shumei Yu               | Kína             | Magdalena Forsberg         | Svédország       |
| 2001 Pokljuka              | Magdalena Forsberg  | Svédország    | Liv Grete Poirée        | Norvégia         | Olena Zubrilova            | Ukrajna          |
| 2003 Hanti-Manszijszk      | Katherina Holubcová | Csehország    | Olena Zubrilova         | Fehéroroszország | Gunn Margit Andreassen     | Norvégia         |
| 2004 Oberhof               | Olga Piljova        | Oroszország   | Albina Ahatova          | Oroszország      | Olena Petrova              | Ukrajna          |
| 2005 Hochfilzen            | Andrea Henkel       | Németország   | Sun Riboun              | Kína             | Linda Tjørhom              | Norvégia         |
| 2007 Antholz-Anterselva    | Linda Grubben       | Norvégia      | Florence Baverel-Robert | Franciaország    | Martina Glagow             | Németország      |
| 2008 Östersund             | Jekatyerina Jurjeva | Oroszország   | Martina Glagow          | Németország      | Okszana Hvosztenko         | Ukrajna          |
| 2009 Phjongcshang          | Kati Wilhelm        | Németország   | Teja Gregorin           | Szlovénia        | Tora Berger                | Norvégia         |
| 2011 Hanti-Manszijszk      | Helena Ekholm       | Svédország    | Tina Bachmann           | Németország      | Vita Szemerenko            | Ukrajna          |
| 2012 Ruhpolding            | Tora Berger         | Norvégia      | Marie-Laure Brunet      | Franciaország    | Helena Ekholm              | Svédország       |
| 2013 Nové Město            | Tora Berger         | Norvégia      | Andrea Henkel           | Németország      | Valentina Szemerenko       | Ukrajna          |
| 2015 Kontiolahti           | Jekatyerina Jurlova | Oroszország   | Gabriela Soukalová      | Csehország       | Kaisa Mäkäräinen           | Finnország       |
| 2016 Oslo                  | Marie Dorin Habert  | Franciaország | Anaïs Bescond           | Franciaország    | Laura Dahlmeier            | Németország      |
| 2017 Hochfilzen            | Laura Dahlmeier     | Németország   | Gabriela Koukalová      | Csehország       | Alexia Runggaldier         | Olaszország      |
| 2019 Östersund             | Hanna Öberg         | Svédország    | Lisa Vittozzi           | Olaszország      | Justine Braisaz            | Franciaország    |
| 2020 Antholz               | Dorothea Wierer     | Olaszország   | Vanessa Hinz            | Németország      | Marte Olsbu Røiseland      | Norvégia         |
| 2021 Pokljuka              | Markéta Davidová    | Csehország    | Hanna Öberg             | Svédország       | Ingrid Landmark Tandrevold | Norvégia         |

### 4×6 km-es váltóverseny
- 1984 és 1991 között 3×7,5 km
1993 és 2001 között 4×7,5 km volt a versenytáv.
- 1990-ben a versenyt olvadás miatt Minszk helyett Kontiolahtiban rendezték meg.

| Év, helyszín               | Világbajnok                                                                     | Világbajnok | Ezüstérmes                                                                        | Ezüstérmes    | Bronzérmes                                                                    | Bronzérmes       |
| -------------------------- | ------------------------------------------------------------------------------- | ----------- | --------------------------------------------------------------------------------- | ------------- | ----------------------------------------------------------------------------- | ---------------- |
| 1984 Chamonix              | Ljudmila Zabolotnyaja Kaja Parve Venyera Csernyisova                            | Szovjetunió | Sanna Grønlid Gry Østvik Siv Bråten                                               | Norvégia      | Holly Beatie Julie Newman Kari Swenson                                        | USA              |
| 1985 Egg am Etzel          | Kaja Parve Jelena Golovina Venyera Csernyisova                                  | Szovjetunió | Sanna Grønlid Gry Østvik Siv Bråten                                               | Norvégia      | Pirjo Mattila Tuija Vuoksiala Teija Nieminen                                  | Finnország       |
| 1986 Falun                 | Nagyezsda Bjelova Kaja Parve Venyera Csernyisova                                | Szovjetunió | Eva Korpela Inger Björkbom Sabine Karlsson                                        | Svédország    | Sanna Grønlid Siv Bråten Anne Elvebakk                                        | Norvégia         |
| 1987 Lahti                 | Jelena Golovina Venyera Csernyisova Kaja Parve                                  | Szovjetunió | Inger Björkbom Mia Stadig Eva Korpela                                             | Svédország    | Anne Elvebakk Sanna Grønlid Siv Bråten                                        | Norvégia         |
| 1988 Chamonix              | Jelena Golovina Venyera Csernyisova Kaja Parve                                  | Szovjetunió | Elin Kristiansen Anne Elvebakk Mona Bollerud                                      | Norvégia      | Eva Korpela Inger Björkbom Mia Stadig                                         | Svédország       |
| 1989 Feistritz an der Drau | Natalja Prikazcsikova Szvetlana Davidova Jelena Golovina                        | Szovjetunió | Zvetana Kraszteva Maria Manolova Nadgyezsda Alekszieva                            | Bulgária      | Eva Burešová Renata Novotná Jiřina Adamičková                                 | Csehszlovákia    |
| 1990 Kontiolahti           | Jelena Bacevics Jelena Golovina Szvetlana Davidova                              | Szovjetunió | Grete Nykkelmo Anne Elvebakk Elin Kristiansen                                     | Norvégia      | Tuija Vuoksiala Seija Hyytiäinen Pirjo Mattila                                | Finnország       |
| 1991 Lahti                 | Jelena Belova Jelena Golovina Szvetlana Davidova                                | Szovjetunió | Grete Nykkelmo Anne Elvebakk Elin Kristiansen                                     | Norvégia      | Uschi Disl Kerstin Möring Antje Misersky                                      | Németország      |
| 1993 Borovec               | Jana Kulhavá Jiřina Adamičková Iveta Knížková Eva Háková                        | Csehország  | Corinne Niogret Véronique Claudel Delphyne Heymann Anne Briand                    | Franciaország | Szvetlana Panyjutyina Nagyezsda Talanova Olga Szimusina Jelena Belova         | Oroszország      |
| 1995 Rasen-Antholz         | Uschi Disl Antje Harvey-Misersky Simone Greiner-Petter-Memm Petra Schaaf        | Németország | Corinne Niogret Véronique Claudel Delphyne Heymann Anne Briand                    | Franciaország | Ann Elen Skjelbreid Hildegunn Fossen Annette Sikveland Gunn Margit Andreassen | Norvégia         |
| 1996 Ruhpolding            | Uschi Disl Simone Greiner-Petter-Memm Katrin Apel Petra Schaaf                  | Németország | Corinne Niogret Florence Baverel-Robert Emmanuelle Claret Anne Briand             | Franciaország | Tetyana Vodopjanova Olena Petrova Olena Zubrilova Valentina Cerbe-Nesszina    | Ukrajna          |
| 1997 Breznóbánya           | Uschi Disl Simone Greiner-Petter-Memm Katrin Apel Petra Schaaf                  | Németország | Ann Elen Skjelbreid Annette Sikveland Liv Grete Skjelbreid Gunn Margit Andreassen | Norvégia      | Olga Melnyik Galina Kukleva Nagyezsda Talanova Olga Romaszko                  | Oroszország      |
| 1999 Kontiolahti           | Uschi Disl Simone Greiner-Petter-Memm Katrin Apel Martina Zellner               | Németország | Nagyezsda Talanova Galina Kukleva Olga Romaszko Albina Ahatova                    | Oroszország   | Delphine Burlet Florence Baverel-Robert Christelle Gros Corinne Niogret       | Franciaország    |
| 2000 Oslo                  | Olga Piljova Szvetlana Csernouszova Galina Kukleva Albina Ahatova               | Oroszország | Uschi Disl Katrin Apel Andrea Henkel Martina Zellner                              | Németország   | Olena Zubrilova Olena Petrova Nyina Lemes Tetjana Vodopjanova                 | Ukrajna          |
| 2001 Pokljuka              | Olga Piljova Anna Bogalij Galina Kukleva Szvetlana Ismouratova                  | Oroszország | Uschi Disl Katrin Apel Andrea Henkel Kati Wilhelm                                 | Németország   | Olena Zubrilova Olena Petrova Nyina Lemes Tetyana Vodopjanova                 | Ukrajna          |
| 2003 Hanti-Manszijszk      | Albina Ahatova Szvetlana Ismouratova Galina Kukleva Szvetlana Csernouszova      | Oroszország | Okszana Hvosztenko Irina Merkusina Okszana Jakovleva Olena Petrova                | Ukrajna       | Simone Denkinger Uschi Disl Kati Wilhelm Martina Glagow                       | Németország      |
| 2004 Oberhof               | Linda Tjørhom Gro Marit Istad Gunn Margit Andreassen Liv Grete Poirée           | Norvégia    | Olga Piljova Szvetlana Ismouratova Anna Bogalij Albina Ahatova                    | Oroszország   | Martina Glagow Katrin Apel Simone Denkinger Kati Wilhelm                      | Németország      |
| 2005 Hochfilzen            | Olga Piljova Szvetlana Ismouratova Anna Bogalij Olga Zajceva                    | Oroszország | Uschi Disl Katrin Apel Andrea Henkel Kati Wilhelm                                 | Németország   | Kacjarina Ivanova Volha Nazarava Ljudmila Ananyka Alena Zubrilava             | Fehéroroszország |
| 2007 Antholz-Anterselva    | Martina Glagow Andrea Henkel Magdalena Neuner Kati Wilhelm                      | Németország | Florence Baverel-Robert Delphine Peretto Sylvie Becaert Sandrine Bailly           | Franciaország | Tora Berger Ann Kristin Flatland Jori Moerkve Linda Grubben                   | Norvégia         |
| 2008 Östersund             | Martina Glagow Andrea Henkel Magdalena Neuner Kati Wilhelm                      | Németország | Okszana Jakovljeva Vita Szemerenko Valentina Szemerenko Okszana Hvosztenko        | Ukrajna       | Delphine Peretto Marie-Laure Brunet Sylvie Becaert Sandrine Bailly            | Franciaország    |
| 2009 Phjongcshang          | Szvetlana Szlepcova Anna Buligina Olga Medvedceva (Piljova) Olga Zajceva        | Oroszország | Martina Beck Magdalena Neuner Andrea Henkel Kati Wilhelm                          | Németország   | Marie-Laure Brunet Sylvie Becaert Marie Dorin Sandrine Bailly                 | Franciaország    |
| 2011 Hanti-Manszijszk      | Andrea Henkel Miriam Gössner Tina Bachmann Magdalena Neuner                     | Németország | Anais Bescond Marie-Laure Brunet Sophie Boilley Marie Dorin                       | Franciaország | Nadzeja Szkardzina Darja Domracseva Nadzeja Piszarava Ljudmila Kalincsik      | Fehéroroszország |
| 2012 Ruhpolding            | Tina Bachmann Magdalena Neuner Miriam Gössner Andrea Henkel                     | Németország | Marie-Laure Brunet Sophie Boilley Anaïs Bescond Marie Dorin                       | Franciaország | Fanny Welle-Strand Horn Elise Ringen Synnøve Solemdal Tora Berger             | Norvégia         |
| 2013 Nové Město            | Hilde Fenne Ann Kristin Flatland Synnøve Solemdal Tora Berger                   | Norvégia    | Julija Dzsima Vita Szemerenko Valentina Szemerenko Olena Pidhrusna                | Ukrajna       | Dorothea Wierer Nicole Gontier Michela Ponza Karin Oberhofer                  | Olaszország      |
| 2015 Kontiolahti           | Franziska Hildebrand Franziska Preuß Vanessa Hinz Laura Dahlmeier               | Németország | Anaïs Bescond Enora Latuillière Justine Braisaz Marie Dorin Habert                | Franciaország | Lisa Vittozzi Karin Oberhofer Nicole Gontier Dorothea Wierer                  | Olaszország      |
| 2016 Oslo                  | Synnøve Solemdal Fanny Horn Birkeland Tiril Eckhoff Marte Olsbu                 | Norvégia    | Justine Braisaz Anaïs Bescond Anaïs Chevalier Marie Dorin Habert                  | Franciaország | Franziska Preuß Franziska Hildebrand Maren Hammerschmidt Laura Dahlmeier      | Németország      |
| 2017 Hochfilzen            | Vanessa Hinz Maren Hammerschmidt Franziska Hildebrand Laura Dahlmeier           | Németország | Irina Varvinec Julija Dzsima Anasztaszija Merkusina Olena Pidhrusna               | Ukrajna       | Anaïs Chevalier Célia Aymonier Justine Braisaz Marie Dorin Habert             | Franciaország    |
| 2019 Östersund             | Synnøve Solemdal Ingrid Landmark Tandrevold Tiril Eckhoff Marte Olsbu Røiseland | Norvégia    | Linn Persson Mona Brorsson Anna Magnusson Hanna Öberg                             | Svédország    | Anasztaszija Merkusina Vita Szemerenko Julija Dzsima Valentina Szemerenko     | Ukrajna          |
| 2020 Antholz               | Synnøve Solemdal Ingrid Landmark Tandrevold Tiril Eckhoff Marte Olsbu Røiseland | Norvégia    | Karolin Horchler Vanessa Hinz Franziska Preuß Denise Herrmann                     | Németország   | Anasztaszija Merkusina Julija Dzsima Vita Szemerenko Olena Pidhrusna          | Ukrajna          |
| 2021 Pokljuka              | Ingrid Landmark Tandrevold Tiril Eckhoff Ida Lien Marte Olsbu Røiseland         | Norvégia    | Vanessa Hinz Janina Hettich Denise Herrmann Franziska Preuß                       | Németország   | Anasztaszija Merkusina Julija Dzsima Darija Blasko Olena Pidhrusna            | Ukrajna          |

## Vegyes váltó verseny
- A váltót 2005-ben és 2006-ban 4×6 km-en, 2007-től 2×6+2×7,5 km-en bonyolították le.
- 2005-ben és 2006-ban megengedett volt több nemzeti csapat indítása is.
- A 2005-ös vegyes váltó versenyt – jóllehet a biatlon vb-t Hochfilzenben rendezték – Hanti-Manszijszkban bonyolították le.
- A 2006-os és a 2010-es vb-n csak a vegyes váltót rendezték meg, mert ez a téli olimpia műsorán nem szerepelt.

| Év, helyszín          | Világbajnok                                                                            | Világbajnok   | Ezüstérmes                                                                   | Ezüstérmes       | Bronzérmes                                                                    | Bronzérmes    |
| --------------------- | -------------------------------------------------------------------------------------- | ------------- | ---------------------------------------------------------------------------- | ---------------- | ----------------------------------------------------------------------------- | ------------- |
| 2005 Hanti-Manszijszk | Olga Piljova, Szvetlana Ismuratova, Ivan Cserezov, Nyikolay Kruglov                    | Oroszország   | Anna Bogalij, Olga Zajceva, Szergej Csepikov, Szergej Rozskov                | Oroszország      | Uschi Disl, Kati Wilhelm, Michael Greis, Ricco Groß                           | Németország   |
| 2006 Pokljuka         | Anna Bogalij-Tyitovec, Szergej Csepikov, Irina Malgina, Nyikolay Kruglov               |               | Linda Grubben, Halvard Hanevold, Tora Berger, Ole Einar Bjørndalen           | Norvégia         | Florence Baverel-Robert, Vincent Defrasne, Sandrine Bailly, Raphaël Poirée    | Franciaország |
| 2007 Rasen-Antholz    | Helena Jonsson, Anna Carin Olofsson, Björn Ferry, Carl Johan Bergman                   | Svédország    | Florence Baverel-Robert, Sandrine Bailly, Vincent Defrasne, Raphaël Poirée   | Franciaország    | Tora Berger, Jori Mørkve, Emil Hegle Svendsen, Frode Andresen                 | Norvégia      |
| 2008 Östersund        | Sabrina Buchholz, Magdalena Neuner, Andreas Birnbacher, Michael Greis                  | Németország   | Ljudmila Kalincsik, Darja Domracseva, Rusztam Valjullin, Szergej Novikov     | Fehéroroszország | Szvetlana Szlepcova, Okszana Neupokojeva, Nyikolay Kruglov, Dmitrij Jarosenko | Oroszország   |
| 2009 Phjongcshang     | Marie-Laure Brunet, Sylvie Becaert, Vincent Defrasne, Simon Fourcade                   | Franciaország | Helena Ekholm, Anna Carin Olofsson, David Ekholm, Carl Johan Bergman         | Svédország       | Andrea Henkel, Simone Hauswald, Arnd Peiffer, Michael Greis                   | Németország   |
| 2010 Hanti-Manszijszk | Simone Hauswald-Denkinger, Magdalena Neuner, Simon Schempp, Arnd Peiffer               | Németország   | Ann Kristin Flatland, Tora Berger, Emil Hegle Svendsen, Ole Einar Bjørndalen | Norvégia         | Helena Jonsson, Anna Carin Olofsson-Zidek, Björn Ferry, Carl Johan Bergman    | Svédország    |
| 2011 Hanti-Manszijszk | Tora Berger, Ann Kristin Flatland, Ole Einar Bjørndalen, Tarjei Bø                     | Norvégia      | Andrea Henkel, Magdalena Neuner, Arnd Peiffer, Michael Greis                 | Németország      | Marie-Laure Brunet, Marie Dorin, Alexis Bœuf, Martin Fourcade                 | Franciaország |
| 2012 Ruhpolding       | Tora Berger, Synnøve Solemdal, Ole Einar Bjørndalen, Emil Hegle Svendsen               | Norvégia      | Andreja Mali, Teja Gregorin, Klemen Bauer, Jakov Fak                         | Szlovénia        | Andrea Henkel, Magdalena Neuner, Andreas Birnbacher, Arnd Peiffer             | Németország   |
| 2013 Nové Město       | Tora Berger, Synnøve Solemdal, Tarjei Bø, Emil Hegle Svendsen                          | Norvégia      | Marie-Laure Brunet, Marie Dorin Habert, Alexis Bœuf, Martin Fourcade         | Franciaország    | Veronika Vítková, Gabriela Soukalová, Jaroslav Soukup, Ondřej Moravec         | Csehország    |
| 2015 Kontiolahti      | Veronika Vítková, Gabriela Soukalová, Michal Šlesingr, Ondřej Moravec                  | Csehország    | Anaïs Bescond, Marie Dorin Habert, Jean-Guillaume Béatrix, Martin Fourcade   | Franciaország    | Fanny Welle-Strand Horn, Tiril Eckhoff, Johannes Thingnes Bø, Tarjei Bø       | Norvégia      |
| 2016 Oslo             | Anaïs Bescond, Marie Dorin Habert, Quentin Fillon Maillet, Martin Fourcade             | Franciaország | Franziska Preuß, Franziska Hildebrand, Arnd Peiffer, Simon Schempp           | Németország      | Marte Olsbu, Tiril Eckhoff, Johannes Thingnes Bø, Tarjei Bø                   | Norvégia      |
| 2017 Hochfilzen       | Vanessa Hinz, Laura Dahlmeier, Arnd Peiffer, Simon Schempp                             | Németország   | Anais Chevalier, Marie Dorin Habert, Quentin Fillon Maillet, Martin Fourcade | Franciaország    | Olga Podcsufarova, Tatyjana Akimova, Alekszandr Loginov, Anton Sipulin        | oroszország   |
| 2019 Östersund        | Marte Olsbu Røiseland, Tiril Eckhoff, Johannes Thingnes Bø, Vetle Sjåstad Christiansen | Norvégia      | Vanessa Hinz, Denise Herrmann, Arnd Peiffer, Benedikt Doll                   | Németország      | Lisa Vittozzi, Dorothea Wierer, Lukas Hofer, Dominik Windisch                 | Olaszország   |
| 2020 Antholz          | Marte Olsbu Røiseland, Tiril Eckhoff, Tarjei Bø, Johannes Thingnes Bø                  | Norvégia      | Lisa Vittozzi, Dorothea Wierer, Lukas Hofer, Dominik Windisch                | Olaszország      | Eva Kristejn Puskarčíková, Markéta Davidová, Ondřej Moravec, Michal Krčmář    | Csehország    |
| 2021 Pokljuka         | Sturla Holm Lægreid, Johannes Thingnes Bø, Tiril Eckhoff, Marte Olsbu Røiseland        | Norvégia      | David Komatz, Simon Eder, Dunja Zdouc, Lisa Theresa Hauser                   | Ausztria         | Sebastian Samuelsson, Martin Ponsiluoma, Linn Persson, Hanna Öberg            | Svédország    |